# Cambronne-lès-Clermont
Pour les articles homonymes, voir Cambronne.
Cambronne-lès-Clermont est une commune française située dans le département de l'Oise, en région Hauts-de-France.
Ses habitants sont appelés les Cambronnais et les Cambronnaises.

## Géographie

### Description

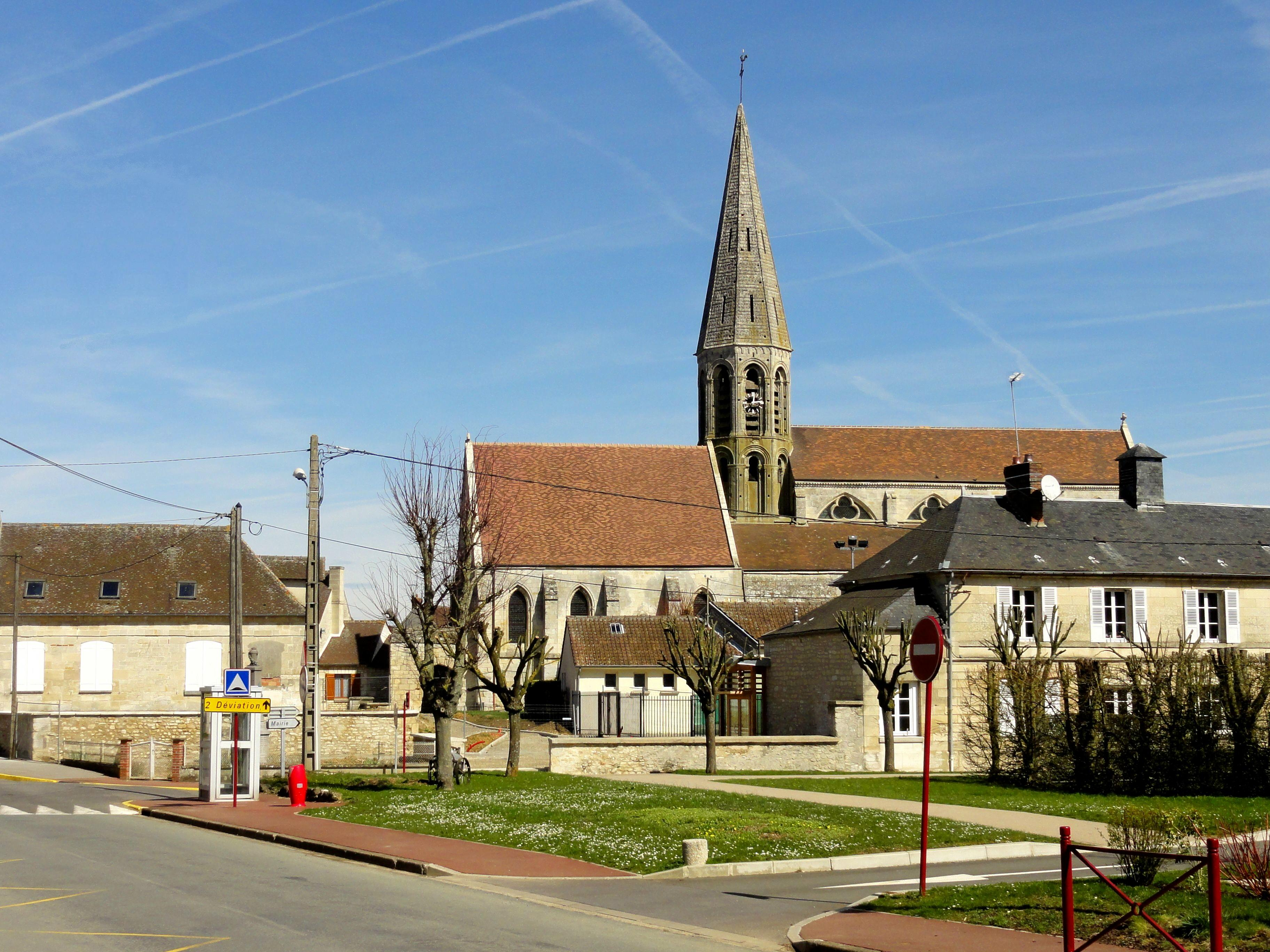
Le centre du village.

Cambronne-lès-Clermont est un bourg périurbain picard situé à 52 km au nord  de Paris, 26 km à l'est de Beauvais, 32 km à l'ouest de Compiègne et à 63 km au sud d'Amiens
Il est aisément accessible depuis l'ancienne route nationale 16 (actuelle Rd 1016).
Le territoire comprend environ 933 ectares.

### Communes limitrophes
| Ansacq | Neuilly-sous-Clermont  |          |
|        | Cambronne-lès-Clermont | Rantigny |
| Bury   | Rousseloy              | Cauffry  |

### Topographie et géologie
La commune se situe entre les vallées de la Brêche et du Thérain, en partie au pied du coteau de Cambronne et en majorité sur un plateau en grande plaine découverte.
En bordure est de ce coteau se sont bâtis le chef-lieu, Cambronne et ses hameaux, Ars et les Carrières. Au pied se sont installés Vaux, la Croix-de-Vaux et Despoilleux.
Le territoire s'étend vers l'ouest jusqu'à environ 2,5 km du méridien de Paris, qui traverse la commune voisine de Bury, en se localisant entre 46 et 132 mètres d'altitude. La mairie du village se trouve à 120 mètres au-dessus du niveau de la mer. Le hameau d'Ars se trouve à 106 mètres.
Le hameau de Vaux se trouve à 75 mètres et celui de la Croix-de-Vaux à 62 mètres. Despoilleux se situe à 66 mètres d'altitude. La partie centrale de la commune ainsi que Cambronne et Ars se trouvent un plateau culminant à 132 mètres au-dessus du niveau de la mer au lieu-dit le Buisson Magister, au nord du territoire.
Les hameaux de Vaux et de Despoilleux se situent dans le vallon de la vallée de Vaux, à l'est. À l'ouest, près de la limite communale avec Bury se localisent les fond de Berneuil et le vallon dit de la Gueule de Berneuil, rejoignant la vallée du Thérain. Au sud-est, près du hameau d'Ars se trouve un dernier vallon descendant vers la commune de Cauffry, où se trouve le point le plus bas du territoire, à 46 mètres d'altitude.
Comme la plupart des communes de la vallée de la Brêche, Cambronne a possédé des carrières de pierre de taille. Le détail d'une coupe du terrain d'une carrière montre, à titre d'exemple selon Louis Graves : de la terre végétale, du calcaire de décombres, brisé en moellons, suivi par un banc de massif calcaire appelé Vergelet, et du calcaire gras.
L'étude géologique indique, outre le calcaire grossier relaté ci-dessus, qui constitue la masse de la colline, des grès épars en surface, des sables glauconieux sur les pentes des terrains d'apport dans la vallée. Au-dessus de Vaux, le sous-sol recèle probablement du lignite, comme il en a été trouvé à Neuilly-sous-Clermont et sur d'autres territoires voisins. Des limons des plateaux  qui débutent depuis Agnetz se prolongent jusqu'à Cambronne.

### Hydrographie

#### Réseau hydrographique
La commune est située dans le bassin Seine-Normandie. Elle est drainée par le cours d'eau 01 du Marais de Sailleville et le Rayon,,.
La commune se situe à la limite de partage des eaux des bassins versants de la Brêche (à l'est) et du Thérain (à l'ouest).

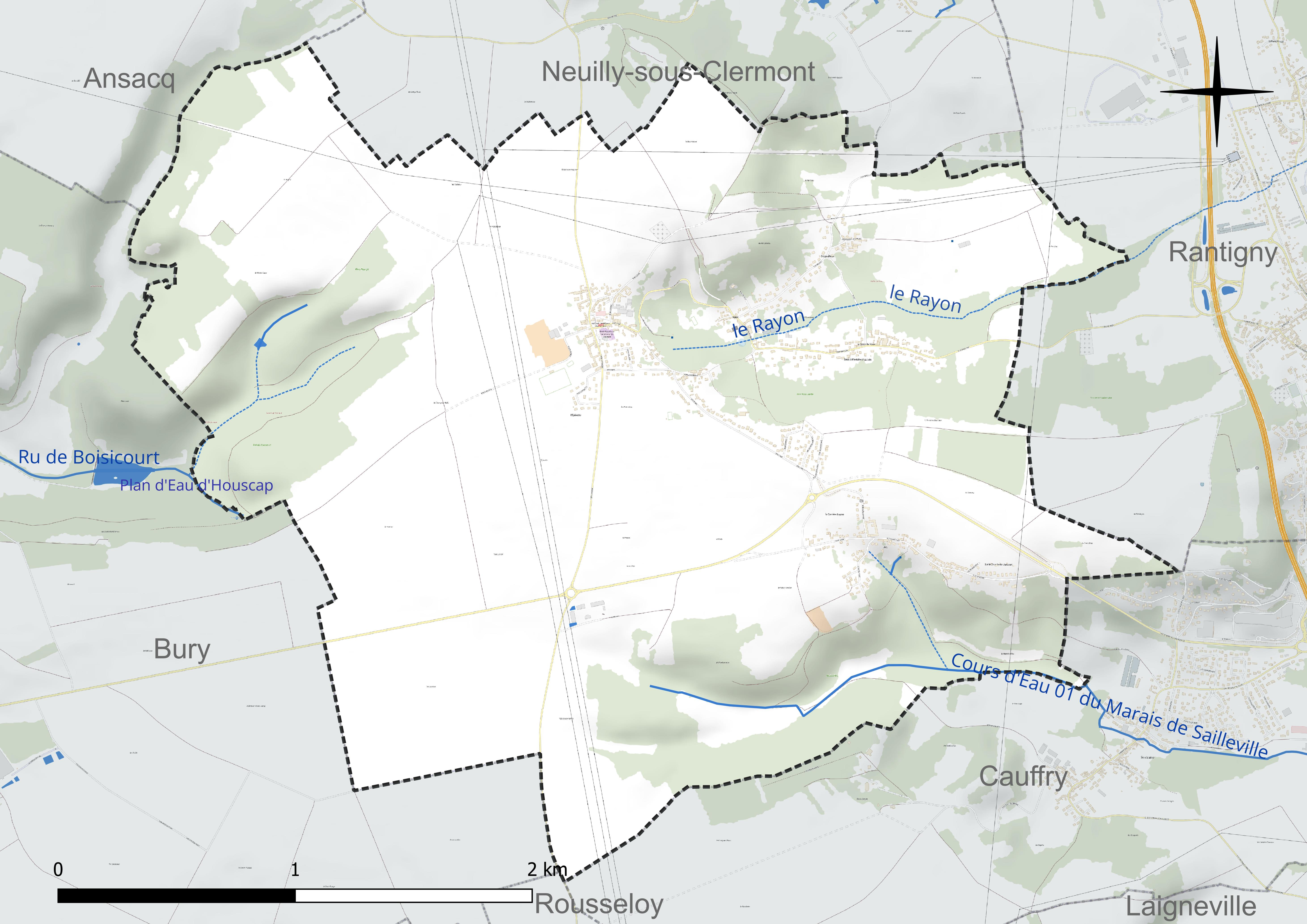
Réseau hydrographique de Cambronne-lès-Clermont.

#### Gestion et qualité des eaux
Le territoire communal est couvert par le schéma d'aménagement et de gestion des eaux (SAGE) « Sensée ». Ce document de planification concerne un territoire de 492 km2 de superficie, délimité par le bassin versant de la Brêche. Le périmètre a été arrêté le 9 février 2017 et le SAGE proprement dit a été approuvé le 25 novembre 2021. La structure porteuse de l'élaboration et de la mise en œuvre est le syndicat mixte du Bassin Versant de la Brèche (SMBVB).
La qualité des cours d'eau peut être consultée sur un site dédié géré par les agences de l'eau et l'Agence française pour la biodiversité.

### Climat
Pour des articles plus généraux, voir Climat des Hauts-de-France et Climat de l'Oise.
En 2010, le climat de la commune est de type climat océanique dégradé des plaines du Centre et du Nord, selon une étude du CNRS s'appuyant sur une série de données couvrant la période 1971-2000. En 2020, Météo-France publie une typologie des climats de la France métropolitaine dans laquelle la commune est exposée à un climat océanique et est dans la région climatique Nord-est du bassin Parisien, caractérisée par un ensoleillement médiocre, une pluviométrie moyenne régulièrement répartie au cours de l'année et un hiver froid (3 °C).
Pour la période 1971-2000, la température annuelle moyenne est de 10,5 °C, avec une amplitude thermique annuelle de 14,5 °C. Le cumul annuel moyen de précipitations est de 698 mm, avec 10,8 jours de précipitations en janvier et 8,2 jours en juillet. Pour la période 1991-2020, la température moyenne annuelle observée sur la station météorologique la plus proche, située sur la commune de Creil à 10 km à vol d'oiseau, est de 11,2 °C et le cumul annuel moyen de précipitations est de 662,2 mm,. Pour l'avenir, les paramètres climatiques de la commune estimés pour 2050 selon différents scénarios d'émission de gaz à effet de serre sont consultables sur un site dédié publié par Météo-France en novembre 2022.

### Milieux naturels et biodiversité
Hormis le tissu urbain qui compose la commune à 6,3 % (59 hectares), les cultures couvrent près de 60 % de la superficie du territoire.
Les espaces boisées s'étendent sur 290 hectares (31 %), qui se situent essentiellement sur les coteaux des vallées de Vaux, du fond de Berneuil et du vallon de la Gueule de Berneuil, aux limites du plateau ainsi que dans le vallon d'Ars (bois d'Ars). Les abords du ruisseau du Rayon sont également boisés.
Les vergers et prairies rassemblent 21 hectares, soit 2,3 % de la commune et les délaissés agricoles et urbains 0,5 %, soit 4,5 hectares,.
Les coteaux de Mérard et de Cambronne-lès-Clermont, à l'ouest du territoire, comprenant le fond et la gueule de Berneuil sont inscrits en Zone naturelle d'intérêt écologique, faunistique et floristique de type 1. Les différents coteaux présents sur le territoire constituent plusieurs corridors écologiques potentiels.
Le nord-est de la commune se situe également sur un biocorridor de grande faune, notamment pour les sangliers et chevreuils (cerfs).

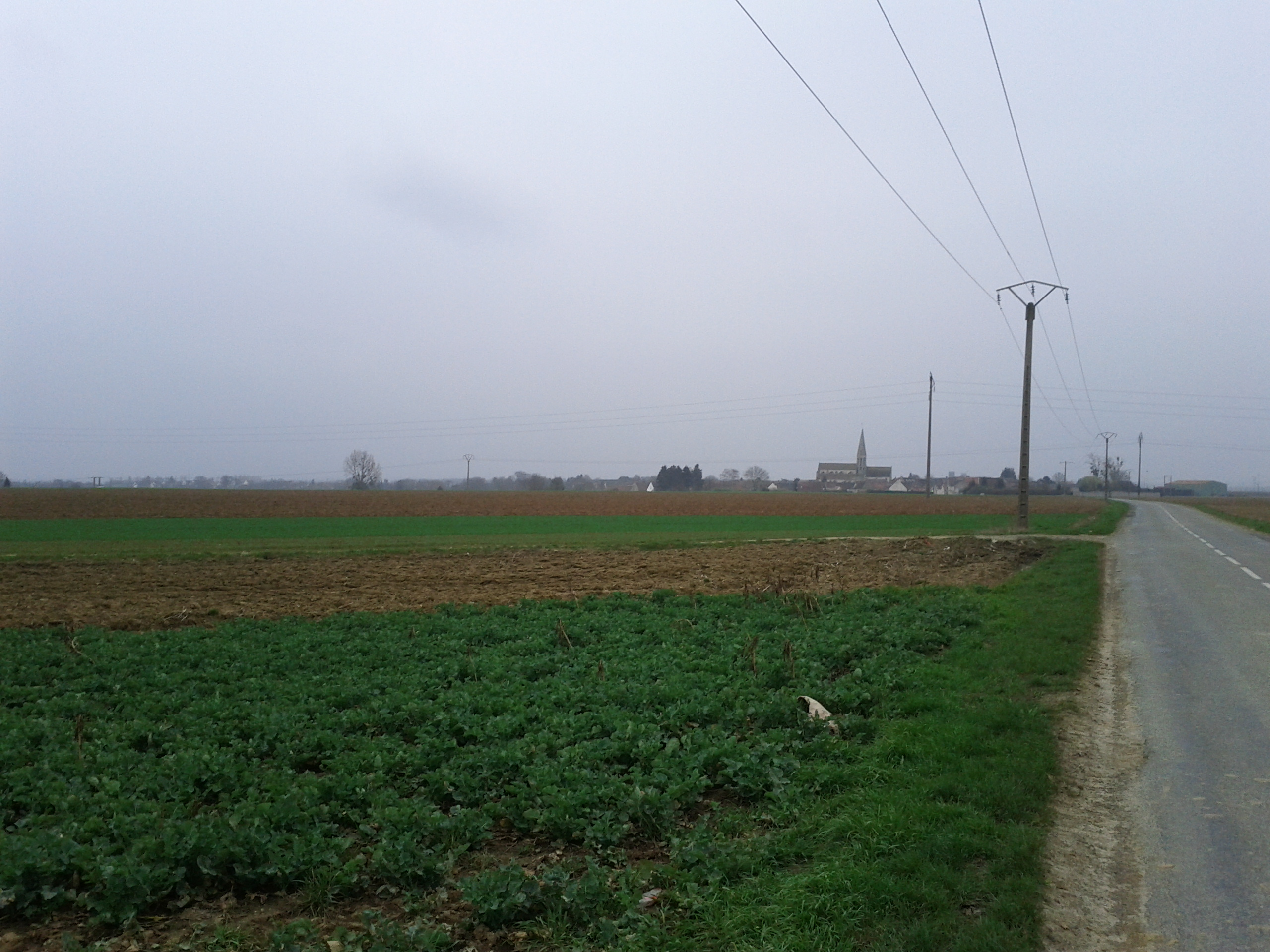
Culture extensive
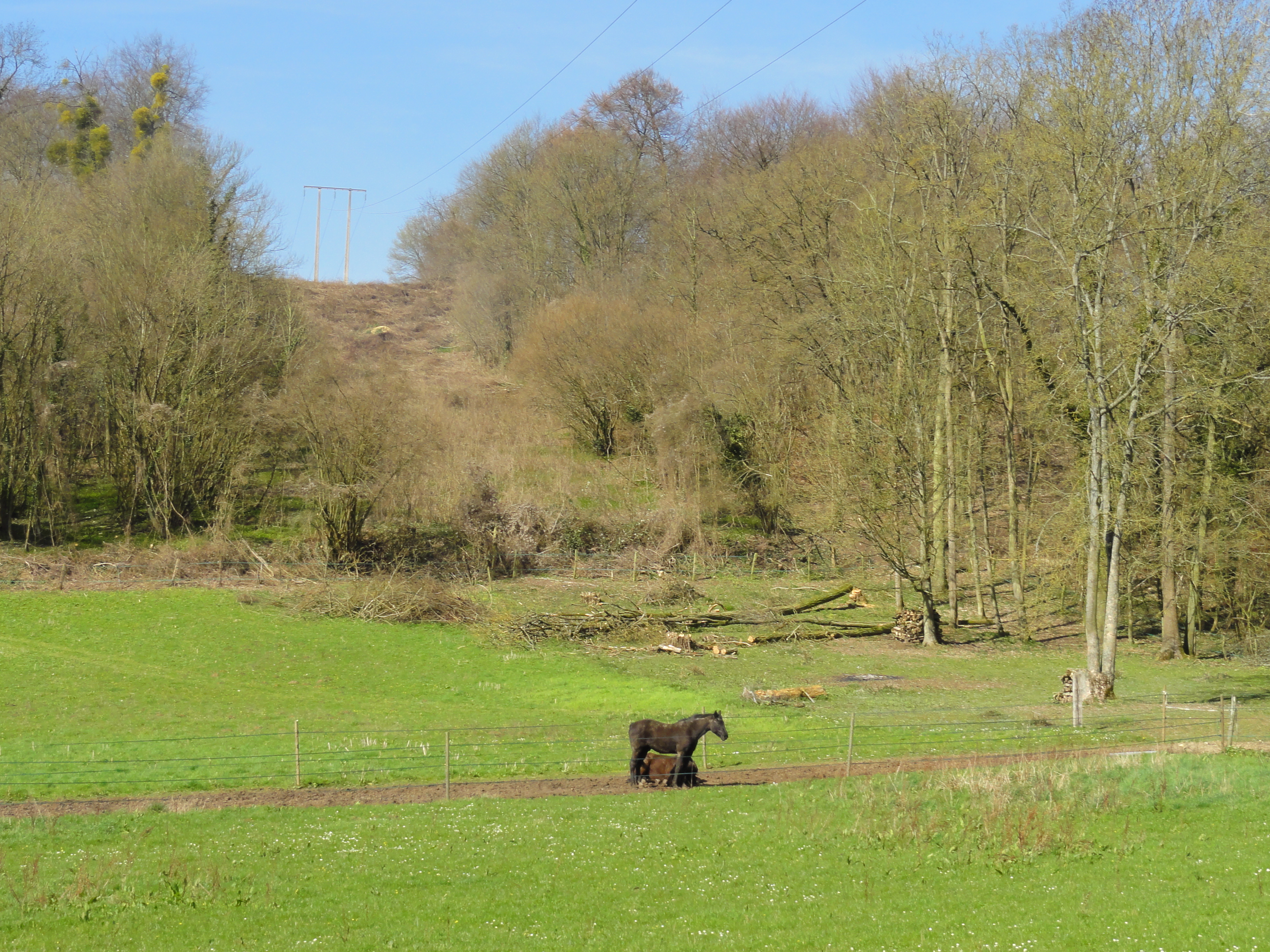
Paysage, près de Vaux
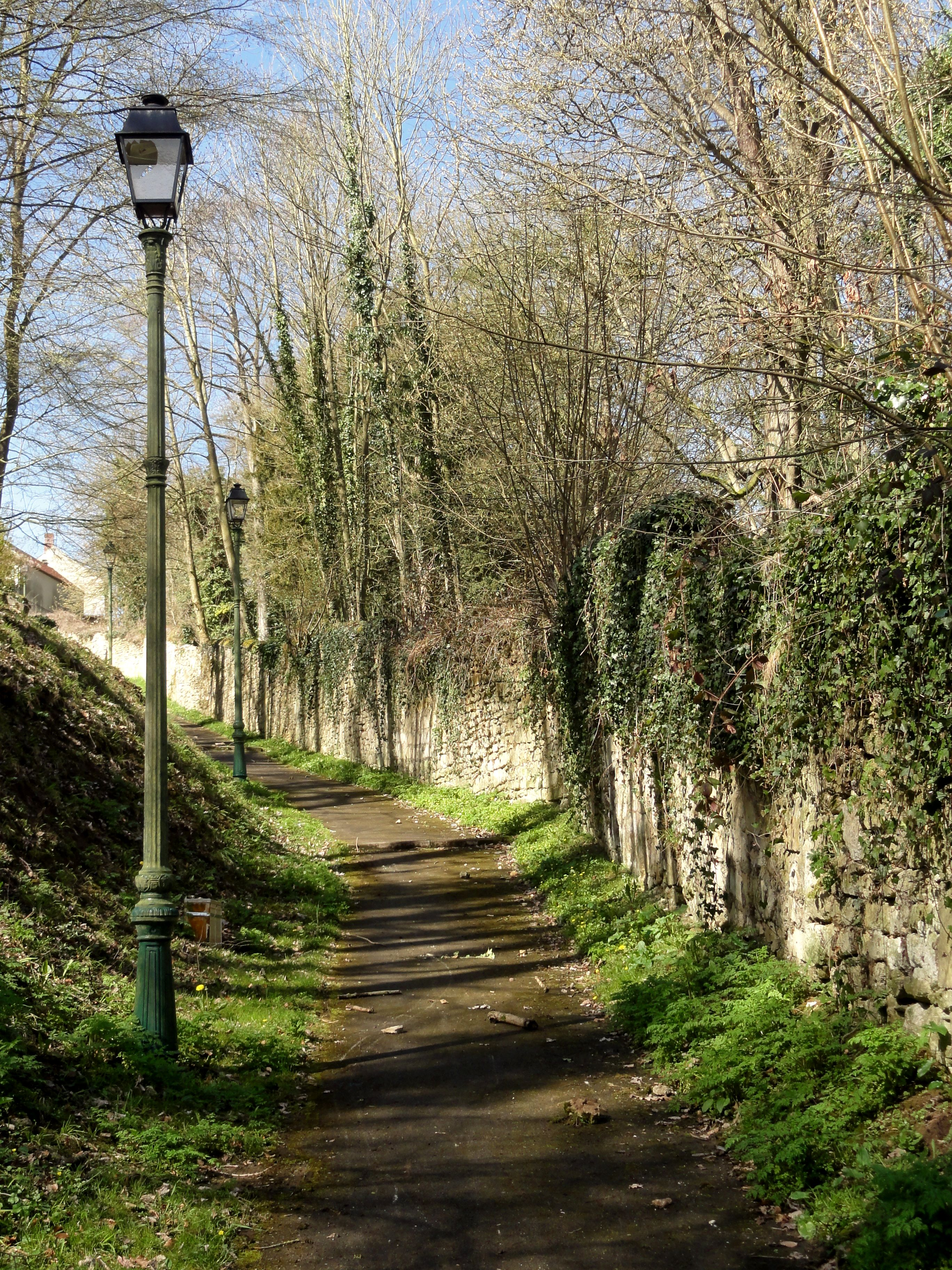
La Rue des Carrières

## Urbanisme

### Typologie
Au 1er janvier 2024, Cambronne-lès-Clermont est catégorisée ceinture urbaine, selon la nouvelle grille communale de densité à sept niveaux définie par l'Insee en 2022.
Elle est située hors unité urbaine. Par ailleurs la commune fait partie de l'aire d'attraction de Paris, dont elle est une commune de la couronne,.

### Occupation des sols
L'occupation des sols de la commune, telle qu'elle ressort de la base de données européenne d'occupation biophysique des sols Corine Land Cover (CLC), est marquée par l'importance des territoires agricoles (63,3 % en 2018), en diminution par rapport à 1990 (67,3 %). La répartition détaillée en 2018 est la suivante : 
terres arables (60,3 %), forêts (30,3 %), zones urbanisées (6,4 %), zones agricoles hétérogènes (3 %). L'évolution de l'occupation des sols de la commune et de ses infrastructures peut être observée sur les différentes représentations cartographiques du territoire : la carte de Cassini (XVIIIe siècle), la carte d'état-major (1820-1866) et les cartes ou photos aériennes de l'IGN pour la période actuelle (1950 à aujourd'hui).

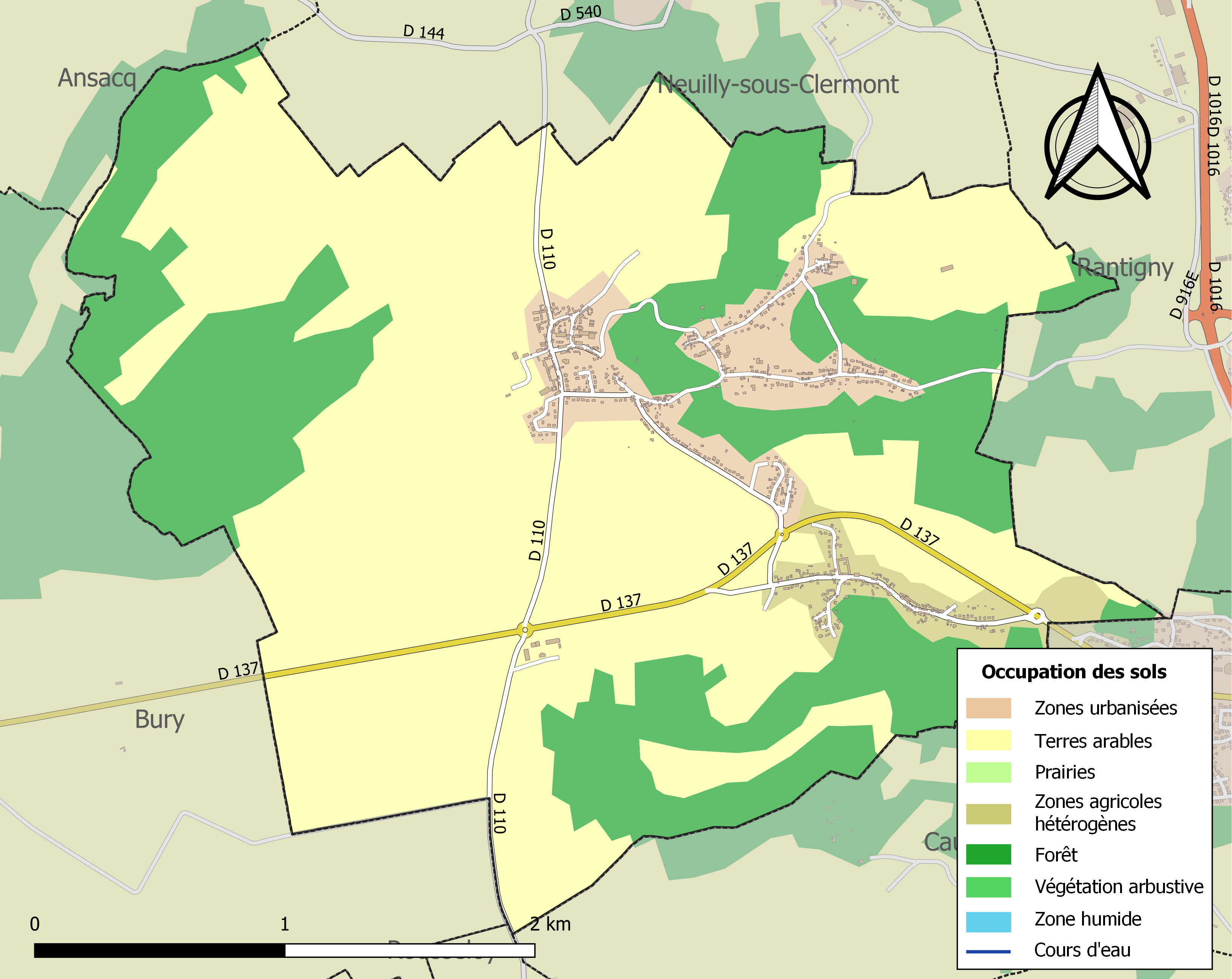
Carte des infrastructures et de l'occupation des sols de la commune en 2018 (CLC).

### Morphologie urbaine
Le hameau d'Ars est situé au bord du plateau (comme Cambronne) et a toujours été plus peuplée que le chef-lieu.
L'ancien hameau des Carrières se compose de quelques maisons bâties en bordure et même au fond d'anciennes carrières, pour l'habitat des carriers. Les maisons du hameau de Vaux se localisent dans le haut du vallon du même nom, assez près du chef-lieu auquel les reliait une cavée dont la pente a été très adoucie. Plus bas, à l'entrée de la vallée, également sur le chemin de Cambronne à Rantigny, se trouve la Croix-de-Vaux, que quelques constructions nouvelles réunissent à Vaux. Despoilleux se situe plus au nord, au pied de la côte. Cet écart n'avait compté que quelques maisons. Il s'y est construit des pavillons. L'ancien hameau des Carrières a réuni au village de Cambronne.

### Habitat et logement
En 2018, le nombre total de logements dans la commune était de 473, alors qu'il était de 432 en 2013 et de 413 en 2008.
Parmi ces logements, 93,7 % étaient des résidences principales, 1,7 % des résidences secondaires et 4,7 % des logements vacants. Ces logements étaient pour 98,1 % d'entre eux des maisons individuelles et pour 1,9 % des appartements.
Le tableau ci-dessous présente la typologie des logements à Cambronne-lès-Clermont en 2018 en comparaison avec celle de l'Oise et de la France entière. Une caractéristique marquante du parc de logements est ainsi une proportion de résidences secondaires et logements occasionnels (1,7 %) inférieure à celle du département (2,5 %) mais supérieure à celle de la France entière (9,7 %). Concernant le statut d'occupation de ces logements, 87,8 % des habitants de la commune sont propriétaires de leur logement (90,9 % en 2013), contre 61,4 % pour l'Oise et 57,5 pour la France entière.
| Typologie                                               | Cambronne-lès-Clermont | Oise | France entière |
| ------------------------------------------------------- | ---------------------- | ---- | -------------- |
| Résidences principales (en %)                           | 93,7                   | 90,4 | 82,1           |
| Résidences secondaires et logements occasionnels (en %) | 1,7                    | 2,5  | 9,7            |
| Logements vacants (en %)                                | 4,7                    | 7,1  | 8,2            |

### Hameaux et lieux-dits
La commune se compose, en complément du chef-lieu, de quatre hameaux : Ars, en bordure du coteau du plateau ainsi que Vaux, la Croix-de-Vaux et Despoilleux au pied du coteau, dans la vallée de Vaux. L'ancien hameau de Damaslieu était situé au sud du territoire de Cambronne, en limite de Bury, vers la partie la plus élevée de la plaine. Actuellement, un hangar agricole marque approximativement l'emplacement de ce lieu (la Croix-Rouge), à 700 mètres au sud de la D 137. Elle formait autrefois un écart. Elle est entièrement détruite, probablement incendiée par la foudre.

Le hameau de Vaux
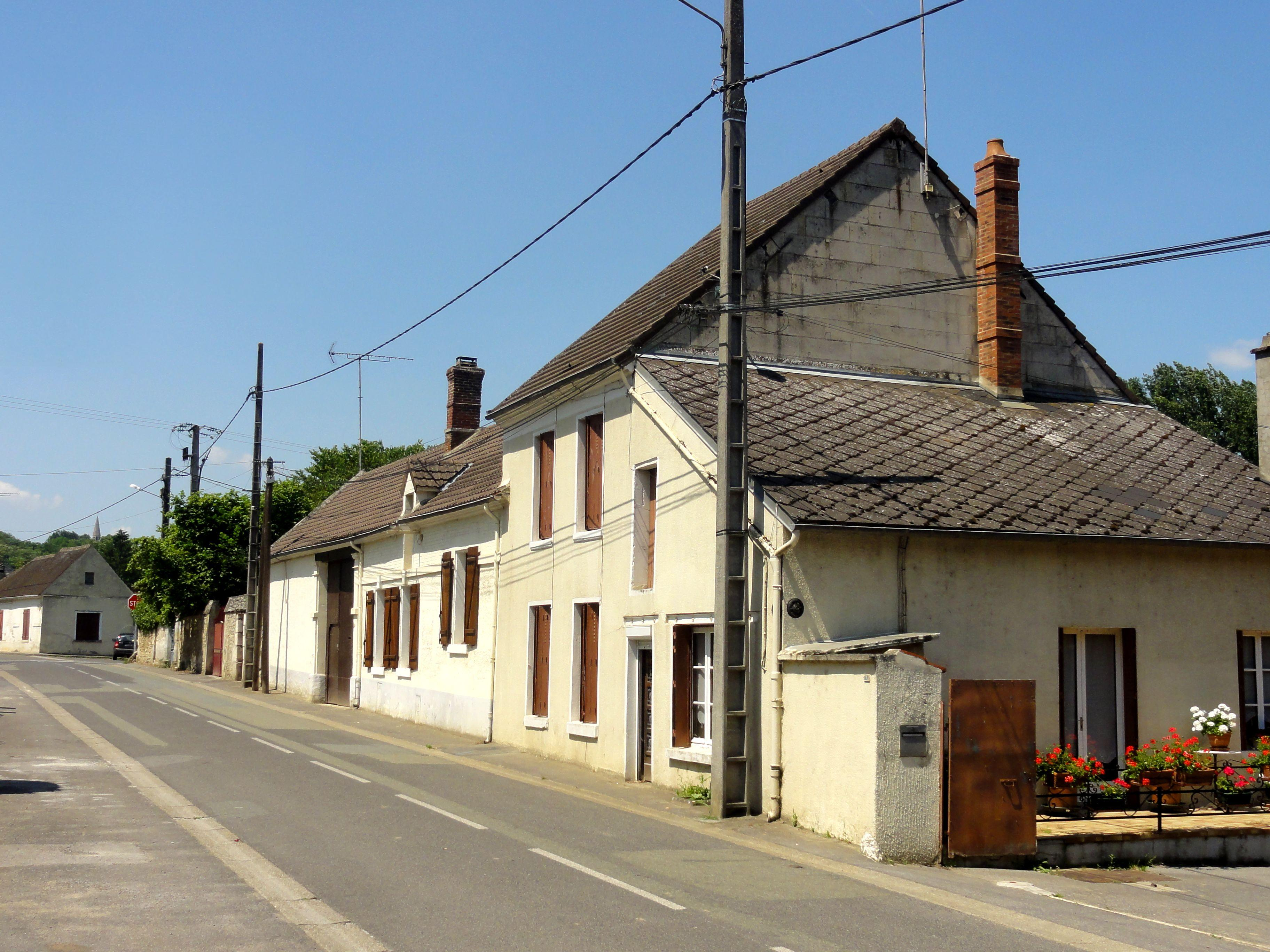
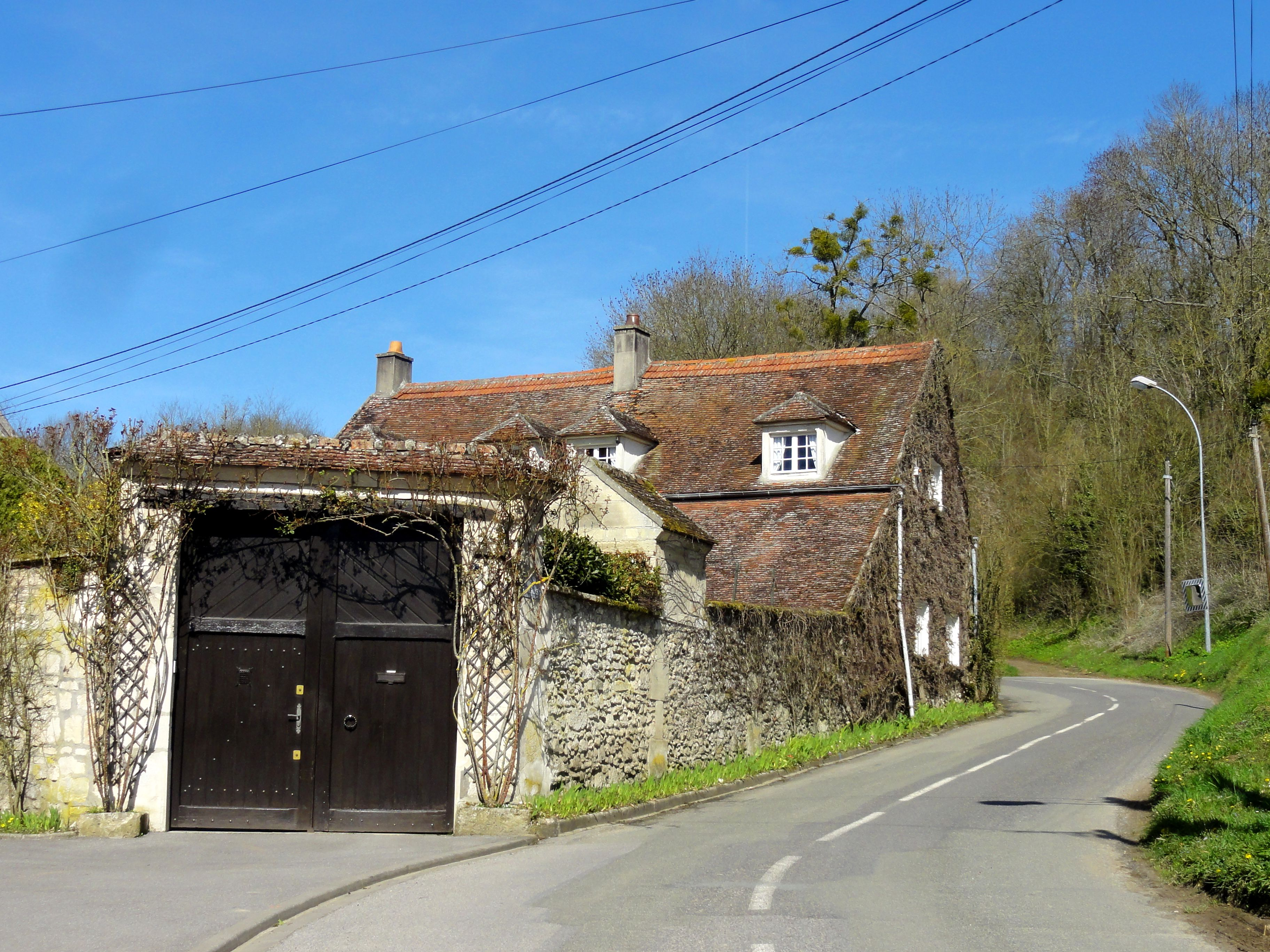
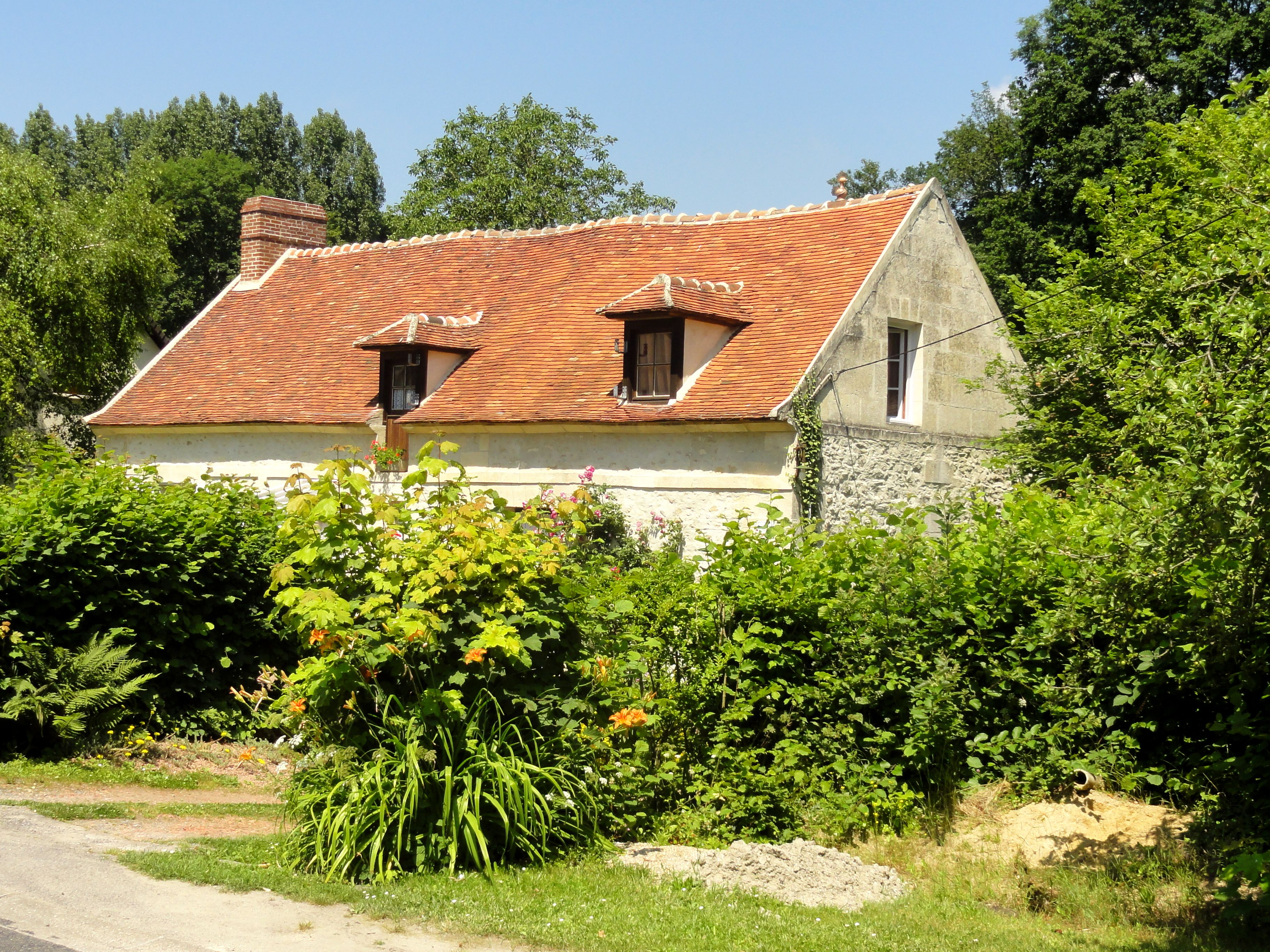
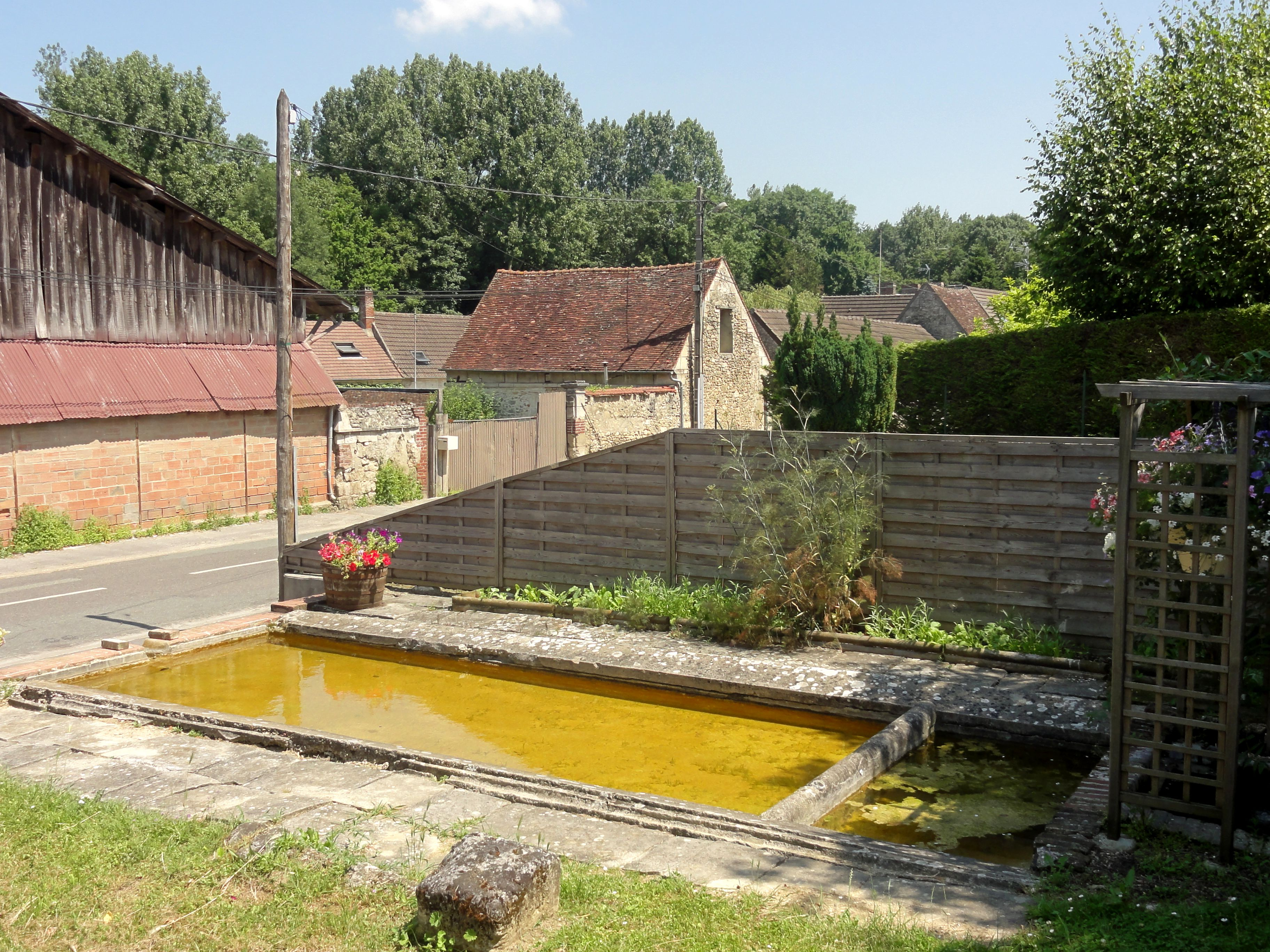
Le lavoir
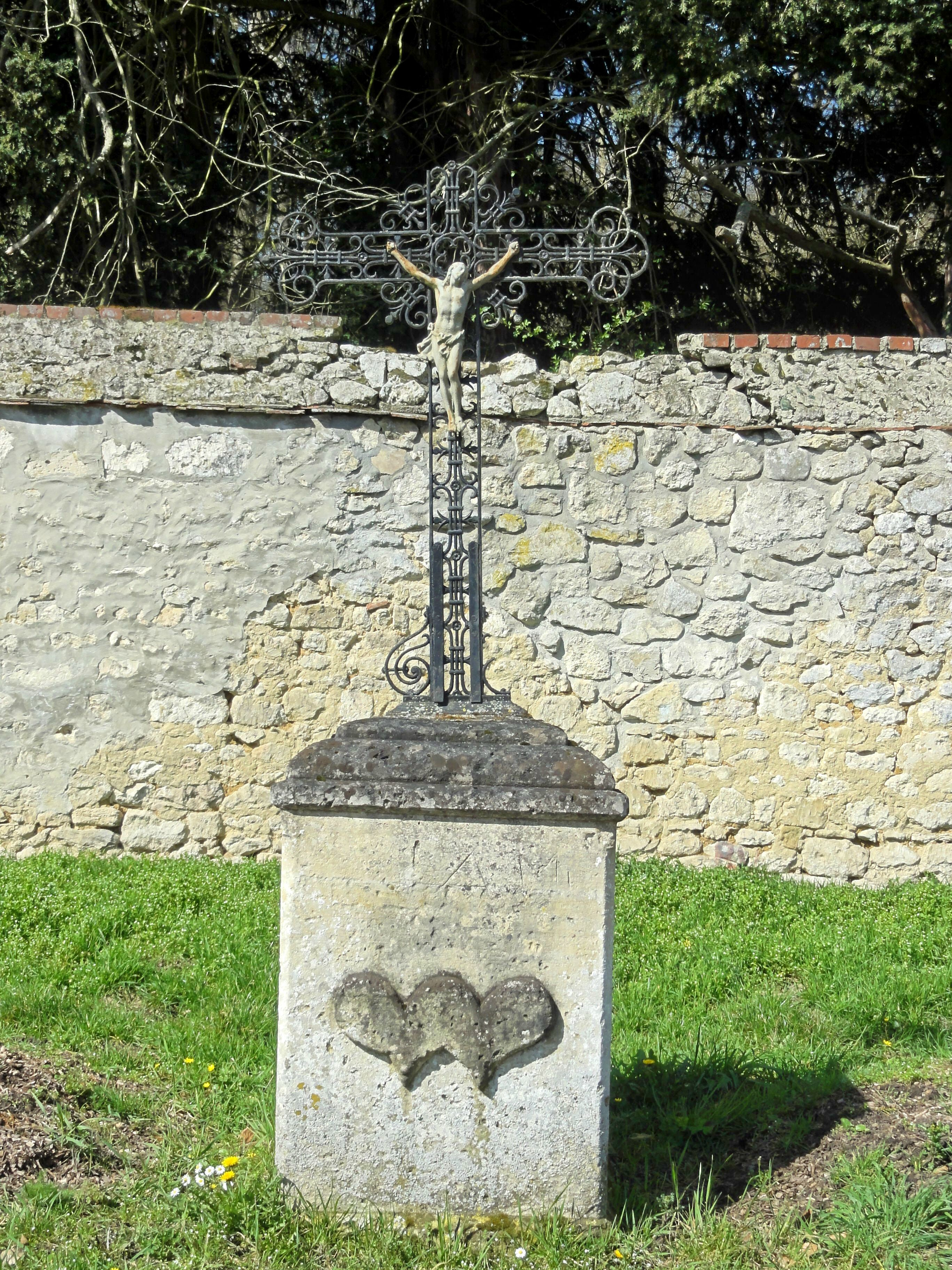
Calvaire de Vaux.

### Voies de communication et transports
La commune est traversée du nord au sud par la route départementale no 110, de Clermont à Martincourt, qui suit sensiblement l'arête du plateau, et par la route départementale no 137 allant d'ouest en est, de Noailles à Maimbeville par Mouy, Ars et Liancourt. Ce dernier axe, le principal de la commune, rencontre la RD 110 avant le hameau d'Ars, qu'elle contourne par le nord. La RD 110 traverse le village par la rue de Clermont, voie principale du village.
Rantigny est accessible par la rue du même nom, en traversant les hameaux de Vaux et de la Croix-de-Vaux. Depuis Vaux, la rue de Neuilly permet de rejoindre Neuilly-sous-Clermont, au nord-est. Une autre route permet de joindre les hameaux de Despoilleux et de la Croix-de-Vaux. La route d'Ars relie le chef-lieu au hameau d'Ars, en croisant la RD 137.
Les gares les plus proches sont celles de :
- Liancourt - Rantigny à 3 kilomètres à l'est sur la ligne Paris-Nord - Lille, desservie par des trains TER Hauts-de-France qui effectuent des missions entre les gares de Paris-Nord, ou de Creil, et de Saint-Just-en-Chaussée ou d'Amiens ;
- Mouy - Bury à 4 kilomètres à l'ouest sur la ligne Creil - Beauvais, desservie par des trains TER Hauts-de-France de la ligne P32.

La commune est desservie, en 2023, par la ligne 3 du réseau Lebus de Clermont. La commune est également desservie par la ligne 6346 du réseau interurbain de l'Oise se dirigeant vers les établissements secondaires de cette dernière ville.
L'aéroport de Beauvais-Tillé se trouve à 25 kilomètres à l'ouest et l'aéroport Paris-Charles-de-Gaulle se situe à 37 kilomètres au sud-ouest. Il n'existe aucune liaison entre la commune et ces aéroports par des transports en commun.
Cambronne-lès-Clermont est traversée par trois circuits de randonnée du GEP Centre Oise : 
- le circuit no 1 appelé Circuit du Bout du Monde part de la place d'Ars, il rejoint ensuite la rue du Couvent puis le bois d'Ars avant de quitter la commune. Après avoir traversé le village de Rousseloy, celui-ci entre une seconde fois sur le territoire communal en venant de Sailleville (Cauffry) puis rejoint le point le départ par la rue de Liancourt.
- Le circuit no 2 nommé La Commanderie arrive par le nord-est de la commune, traverse les hameaux de Vaux et de la Croix-de-Vaux puis rejoint Neuilly-sous-Clermont.
- Le circuit no 3 appelé Circuit de la Vallée Monnet part d'Ansacq, passe au nord-ouest du village et par le lieu-dit le Noyer avant de revenir à sa commune initiale[19].

### Risques naturels et technologiques
La commune se trouve en zone de sismicité 1, très faiblement exposée aux séismes. Le bas de la commune dans la vallée de Vaux, est moyennement exposé aux retraits-gonflement des sols argileux. Sur les rebords du plateau, le sol a été creusé par d'anciennes carrières.
Les zones les plus basses du territoire se situent au-dessus de plusieurs nappes phréatiques.

## Toponymie
Le nom de la localité est attesté sous les formes Camboriacum en 857, Camberona en 1244, Camberonne puis Cambronne. Ce nom a une origine antique. Il est formé de camp (champ) et de onna (source), mot qu'on retrouve dans Béronne, Verderonne et qui se justifie par l'existence de sources à mi-côte, sous le village. Cependant cette explication est incompatible avec la nature des formes anciennes, toutes en *Camb- et non pas *Camp-. En outre, un hypothétique composé *Camp-onna aurait donné *Camponne, ce qui n'a rien à voir avec les formes anciennes, ni la forme actuelle.

Albert Dauzat considère Camberona comme un composé des éléments gaulois *cambo- « courbe », un suffixe -ar et onna « rivière ». Xavier Delmarre ajoute à cambo- la signification de « méandre ». Ce mot se retrouve dans le vieil irlandais camb, camm « courbe, courbé, tordu »; gallois camm et vieux breton camm « obliquus » > breton kamm « courbé, tordu, de travers ».

La préposition « lès » permet de signifier la proximité d'un lieu géographique par rapport à un autre lieu. En règle générale, il s'agit d'une localité qui tient à se situer par rapport à une ville voisine plus grande. La commune de Cambronne indique qu'elle se situe près de Clermont.
Le hameau d'Ars est mentionnée sous les formes Ars (1194) ; campus de li art (1206) ; Aveline d'arz (1281) ; vies Arse (1271) ; Ars vers (1380) ; Ard (XIVe) ; ars soux cambronne (1384) ; ars soubz canberonne (1545) ; Ars sous Cambronne (XVIIIe), du pluriel de l'oïl arc, dans le sens de « arches de pont, pont à arches ». Une arche indique généralement le voisinage d'un pont en pierre.
L'écart de Despoilleux s'est nommé au XVIIIe siècle Valecourt, comme la commune du canton de Saint-Just : Valescourt. L'étymologie de son nom est la même pour tous ceux en -court, d'origine mérovingienne, qui signifie « ferme, exploitation agricole », issu ultimement du latin cortis précédé d'un nom de personne sans doute germanique. Une carte de 1710 le dénomme encore ainsi. Puis Cassini l'appelle Despoilleux, du nom d'une famille du lieu. Un bois de la commune, en bordure de Bury, porte toujours le nom de Valescourt (qui se prononce Valecourt). Jules Crépin rapporte un dicton concernant ce hameau. Les habitants de Vaux disaient volontiers autrefois, au sujet de leurs voisins, « Despoilleux, huit maisons, neuf voleux ». Les historiens ignorent toutefois sa véritable existence.
L'ancien écart de Damaslieu est attesté sous les formes Damasselieu et Damachelieu[Quand ?]. Il est mentionné vers 1240 : domini locus vers 1240, Domage lieu en 1352, Damalieu au XVe siècle, Damas lieu en 1710. Édouard Lambert indique comme origine du premier élément dam « seigneur » (ancien français dom, dam). La signification globale serait « lieu seigneurial »[Information douteuse]. Cette explication est cependant incompatible avec la nature des formes anciennes, car elles devraient toutes être du type Damlieu, Domlieu, tout comme la forme contemporaine.
Durant la Révolution, la commune porte le nom de Cambronne-le-Mont-Brutus.

## Histoire

### Antiquité
Ars est fort ancien. Ce fut probablement une terre dévolue aux légionnaires romains. Le hameau aurait été fondé sous l'empereur Auguste, petit-neveu de Jules César, par Artenus, l'un des colons romains qui introduisirent en Gaule la culture de la vigne, alors que d'autres vétérans s'installèrent près de là : Calfirus à Cauffry, Unus à Uny. Le fundus Arteniacus était compris dans le vicus de Soterna (hameau de Soutraine, commune de Cauffry). De nombreux fragments de tuiles romaines ont été trouvés à Ars.

### Moyen Âge
Le village était connu dès le IXe siècle. On sait que Neuilly-sous-Clermont (alors Nully), ainsi que les hameaux de la Commanderie et Coutances, firent partie de Cambronne. Selon une croyance assez répandue, il y aurait eu à Cambronne et à Ars des couvents dont les murs se retrouveraient en partie dans les constructions actuelles. Il s'agissait probablement de manoirs avec leurs habituelles dépendances : ferme, four, pressoir. Un document de la Bibliothèque nationale, datant de 1194, fait état d'un sentier (l'actuelle rue d'Ars) qui conduisait au monastère d'Ars. D'autre part, il existe dans ce hameau une rue du Couvent. La présence de nombreux couvents et monastères reste inconnue. D'autres hypothèses insistent sur le fait que l'habitation du seigneur a probablement remplacé celle des religieux. À Vaux, le seigneur était en 1340 à Jean de Vaux, qui possédait des terres à Cambronne et également un fief à Breuil-le-Sec. Le hameau de Damaslieu était à la rencontre de chemins qui furent importants, aujourd'hui à peu près complètement abandonnés : de Mouy à Rousseloy et au-delà vers Saint-Leu-d'Esserent et Paris, de Saint-Claude à Clermont et au-delà vers Amiens, de Liancourt à Mouy par Cauffry, Ars, Damaslieu et Bury. Ce fut probablement un établissement religieux.
Damaslieu eut un rôle historique laissant supposer qu'il s'y trouvait un manoir. Dans les Grandes Chroniques de France, il est dit que le 2 mai 1358, lors de la Guerre de Cent Ans, le roi de Navarre, Charles le Mauvais, qui était logé à Mello, et le régent, duc de Normandie, qui était logé à Clermont, se rendent à égale distance des deux villes pour négocier. Mais cette entrevue des 2 et 3 mai 1358 entre les deux cousinsest sans succès. Aussitôt après l'entrevue les États généraux se réunissent à Compiègne. Quelques jours plus tard, la Jacquerie éclate dans le Beauvaisis. Charles le Mauvais  écrase le mouvement et essaye de s'emparer du trône de France avec l'aide d'Étienne Marcel, prévôt des marchands de Paris. Mais la tentative échoue.
Cambronne appartient alors  au comté de Clermont, vassal lui-même nominalement de l'évêché-comté de Beauvais. Le hameau d'Ars a toujours constitué une seigneurie séparée. Le territoire comprenait 1 100 hectares lorsque les hameaux de Commanderie et Coutances n'étaient pas rattachés à Neuilly-sous-Clermont. Un autre lieu habitait dépendait de Cambronne : Damaslieu, aujourd'hui disparu. Le dénombrement de 1303 indiquait 583 personnes au seul hameau d'Ars. Au XIVe siècle, le poète Pierre de Hauteville était châtelain d'Ars, remplacé en 1373 par Jean Favereau qui, au dénombrement de cette même année, se reconnaissait vassal au comte de Clermont. L'ancien chemin de Paris à Amiens, venant de Saint-Leu-d'Esserent (et plus tard Creil) pour gagner Clermont, passait un peu à l'ouest de la D 110. Il était fort large, probablement à cause de son mauvais état qui obligeait souvent les usagers à s'écarter de la voie centrale. On l'appelait chemin des Postes. Il y avait un relais de poste à l'entrée du ravin de Rousseloy. Des documents de 1427 indiquaient Damaslieu sur le territoire de Rousseloy, d'autres le situent sur Bury. Il s'agissait d'un hameau de masures en pisé, couvertes en chaume, et qu'un fief de ce nom était dans la plaine voisine (où se trouve aujourd'hui le bois de Damalieu). En 1483, l'héritier du seigneur de Vaux, Guillaume le Bègue, vendait ses droits à la seigneurie de Rantigny, qui relevait elle-même du comté de Clermont.

### Époque moderne

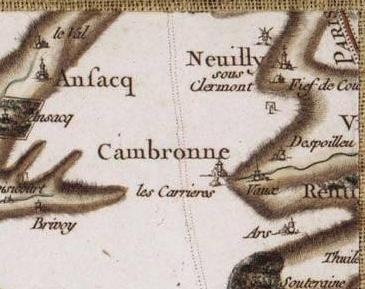
Cambronne-lès-Clermont, carte de Cassini.

Un acte du 20 juillet 1588 énumère quatre hameaux faisant partie de la paroisse de Cambronne : Ars, Damaslieu, Nully (Neuilly-sous-Clermont) et Vaux.
D'autre part, une maladrerie a existé entre le village et le grand chemin de Paris, qui passait à l'ouest. Cambronne et Vaux appartinrent longtemps, dans leur plus grande partie, aux seigneurs de Mouy.
Avant la Révolution française, on faisait procession, le jour de la Saint-Marc, au lieu-dit Croix-Rouge ou Croix-Saint-Marc, le chemin qui y conduit portant d'ailleurs ce nom. Il y avait eu à l'emplacement de la ferme du hameau de Damaslieu un couvent des Dames, dépendant de la maison des Ursulines de Clermont. L'atlas du théâtre du Monde, édité en 1627 indique ce petit village avec un clocher. La carte de Mariette publiée en 1646 y situe simplement un lieu habité. Ce bien aurait appartenu au XVIIe siècle aux Boullongne, famille de grands artistes, et les personnes dont il aurait été question comme religieuses auraient été simplement des dames de cette famille, retirées en ce lieu isolé.
En 1635, la seigneurie d'Ars a été vendue par les deux familles qui la possédait, les Macquerel et les d'Hédouville, aux du Plessis-Liancourt. Elle parvint ainsi aux La Rochefoucauld. Un bail du 31 mai 1636 indique  que la terre d'Ars se composait de la maison seigneuriale, chambre, salle, cuisine, grande, étables et autres bâtiments colombiers, pressoir, cour, jardin avec toutes les terres, vignes et héritages du seigneur Charles du Plessis précédemment acquis de Charles de Hédouville et de sa femme. Une partie de ce manoir subsiste encore avec une fenêtre à meneaux du XVe siècle.
Du fait du rattachement d'Ars aux seigneurs de Liancourt, lors de la création de l'hospice, en 1645, Ars et Cambronne bénéficièrent des avantages que cet établissement réservait aux 14 paroisses constituant le marquisat. Cette institution s'est maintenue jusqu'à la transformation administrative de cet hospice. La carte de 1710 du diocèse de Beauvais indique Damaslieu comme lieu ruiné, et celle de 1756 de Cassini n'en fait pas mention.

### Époque contemporaine

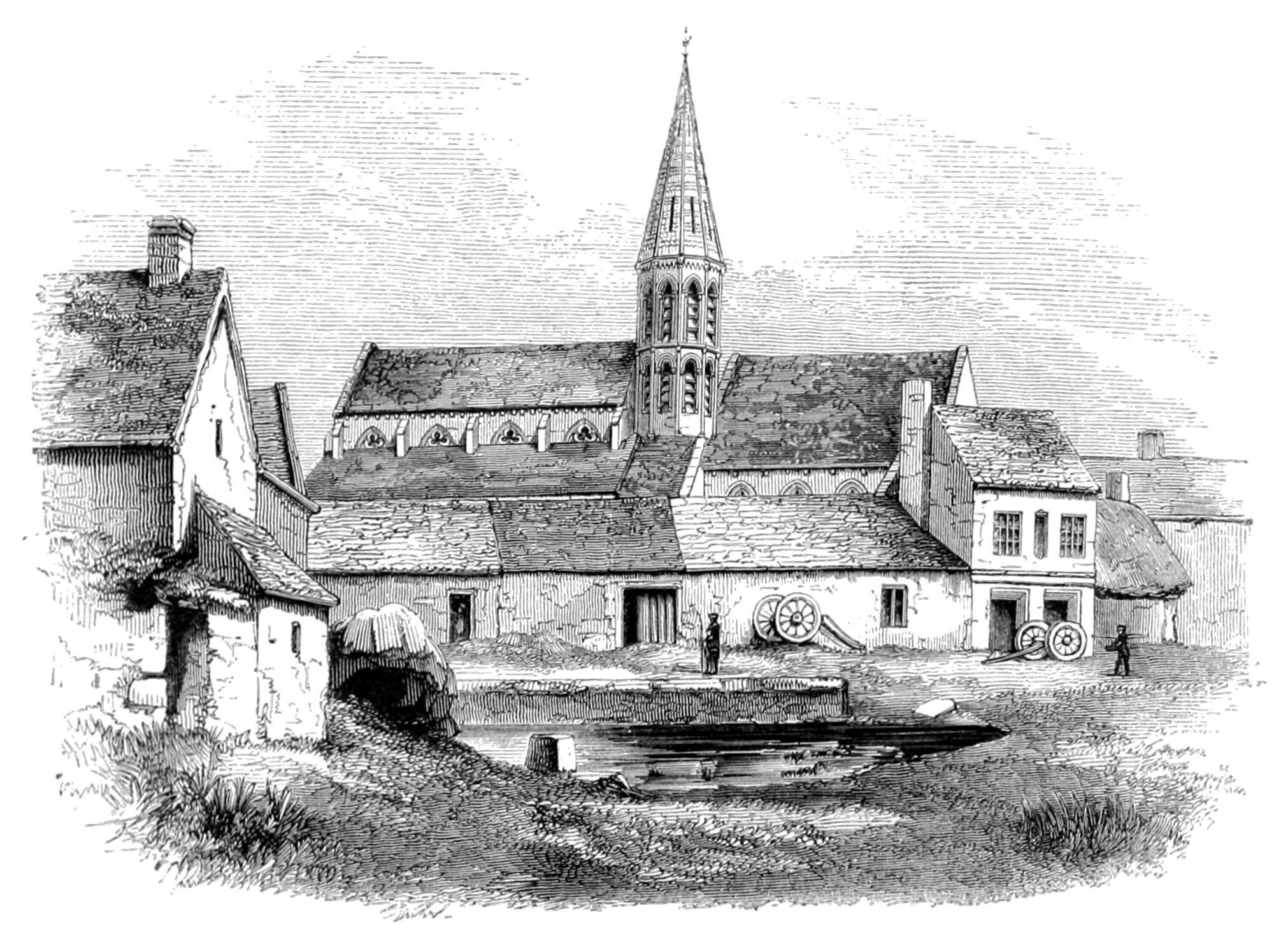
Illustration parue en 1852 dans le Archaeological Journal.

Parmi les doléances des habitants de Cambronne présentées en 1789, on relève la demande d'un impôt unique et surtout l'institution dans chaque commune d'une école gratuite, dont les dépenses seraient prélevées sur les dîmes, celles-ci devant également servir à nourrir les nécessiteux de chaque paroisse.
Au commencement de la Révolution la population se composait de laboureurs, vignerons, journaliers, maçons, couvreurs en chaume et carriers.
La commune a toujours dépendu du canton de Mouy depuis sa création en 1790, sauf du 23 février 1802 au 17 mars 1803, où elle a été rattachée à celui de Liancourt. Les hameaux de la Commanderie et de Coutances demeurèrent intégrés à la commune jusqu'en 1804, alors que Neuilly en était séparé beaucoup plus tôt. L'ancien hameau des Carrières n'avait pas d'histoire connue. Louis Graves écrit qu'en 1831, sur l'étendue de la commune, 125 maisons sur 164 étaient entièrement couvertes en chaume.
Ars et Vaux ont fourni les premiers ouvriers à l'industrie naissante dans la vallée de la Brêche, à Liancourt et Rantigny. Jules Crépin indique qu'en 1901, la population se répartissait ainsi : 130 habitants et 44 maisons à Cambronne, 207 habitants et 60 maisons à Ars, 156 habitants et 39 maisons à Vaux et la Croix de Vaux, 43 habitants et 20 maisons à l'ancien hameau des Carrières ainsi que 12 habitants et 5 maisons à Despoilleux.

## Politique et administration

### Rattachements administratifs et électoraux

#### Rattachements administratifs
La commune se trouve depuis 1926 dans l'arrondissement de Clermont du département de l'Oise.
Elle faisait partie depuis 1803 du canton de Mouy. Dans le cadre du redécoupage cantonal de 2014 en France, cette circonscription administrative territoriale a disparu, et le canton n'est plus qu'une circonscription électorale.

#### Rattachements électoraux
Pour les élections départementales, la commune fait partie depuis 2014 d(un nouveau  canton de Mouy
Pour l'élection des députés, elle fait partie de la septième circonscription de l'Oise.

### Intercommunalité
Cambronne-lès-Clermont est membre de la communauté de communes du Clermontois, un établissement public de coopération intercommunale (EPCI) à fiscalité propre créé en 2000 et auquel la commune atransféré un certain nombre de ses compétences, dans les conditions déterminées par le code général des collectivités territoriales.

### Liste des maires
| Période                                  | Période                        | Identité         | Étiquette | Qualité                                                      |
| ---------------------------------------- | ------------------------------ | ---------------- | --------- | ------------------------------------------------------------ |
| Les données manquantes sont à compléter. |                                |                  |           |                                                              |
| avant 1988                               | mars 2008                      | Guy Haller       | PCF       |                                                              |
| mars 2008                                | mai 2020                       | Jean-Pierre Blot | SE        | Vice-président de la CC du Clermontois (2014 → 2020)         |
| mai 2020,                                | En cours (au 17 décembre 2021) | Christophe Gatté |           | Courtier en emprunt immobilier, chef d'entreprise à Beauvais |

## Équipements et services publics

### Eau et déchets
La réalisation d'un assainissempent collectif est réalisé par l'intercommunalité dans la commune de manière échelonnée : Vaux en 2020, Cambronne en 2021 et Ars en 2022, dont les effluents sont traités par la nouvelle station d'épuration de Breuil-le-Vert,,

### Enseignement
La commune se dote en 2021 d'un groupe scolaire, dénommé Nicole-Bichut constitué de quatre nouvelles classes de primaire, auxquelles s'ajoute l'école maternelle, agrandie à cette occasion.
Cet équipement, réalisé sur les plans de Xavier Simonneaux, est en structure bois – issu de la filière bois régionale – et ossature en paille,.

## Population et société

### Démographie

#### Évolution démographique
L'évolution du nombre d'habitants est connue à travers les recensements de la population effectués dans la commune depuis 1793. Pour les communes de moins de 10 000 habitants, une enquête de recensement portant sur toute la population est réalisée tous les cinq ans, les populations de référence des années intermédiaires étant quant à elles estimées par interpolation ou extrapolation. Pour la commune, le premier recensement exhaustif entrant dans le cadre du nouveau dispositif a été réalisé en 2008.

En 2022, la commune comptait 1 179 habitants, en évolution de +5,08 % par rapport à 2016 (Oise : +0,87 %, France hors Mayotte : +2,11 %).
| 1793 | 1800 | 1806 | 1821 | 1831 | 1836 | 1841 | 1846 | 1851 |
| ---- | ---- | ---- | ---- | ---- | ---- | ---- | ---- | ---- |
| 800  | 597  | 564  | 544  | 507  | 504  | 502  | 506  | 528  |

| 1856 | 1861 | 1866 | 1872 | 1876 | 1881 | 1886 | 1891 | 1896 |
| ---- | ---- | ---- | ---- | ---- | ---- | ---- | ---- | ---- |
| 548  | 545  | 583  | 558  | 554  | 600  | 570  | 540  | 544  |

| 1901 | 1906 | 1911 | 1921 | 1926 | 1931 | 1936 | 1946 | 1954 |
| ---- | ---- | ---- | ---- | ---- | ---- | ---- | ---- | ---- |
| 549  | 540  | 503  | 518  | 528  | 514  | 483  | 565  | 595  |

| 1962 | 1968 | 1975 | 1982 | 1990  | 1999 | 2006  | 2008  | 2013  |
| ---- | ---- | ---- | ---- | ----- | ---- | ----- | ----- | ----- |
| 558  | 616  | 674  | 948  | 1 025 | 992  | 1 029 | 1 039 | 1 084 |

| 2018  | 2022  | - | - | - | - | - | - | - |
| ----- | ----- | - | - | - | - | - | - | - |
| 1 167 | 1 179 | - | - | - | - | - | - | - |

Le recensement de 1962 a dénombré 558 habitants, dont 20 constituant la population comptée à part, logée au château de Vaux. Le village comptait 209 âmes et les hameaux 329. Dans les années 1960, la grande majorité des travailleurs est employée dans les usines ou à l'établissement psychiatrique de Clermont.

#### Pyramide des âges
La population de la commune est relativement jeune.
En 2018, le taux de personnes d'un âge inférieur à 30 ans s'élève à 33,6 %, soit en dessous de la moyenne départementale (37,3 %). À l'inverse, le taux de personnes d'âge supérieur à 60 ans est de 22,3 % la même année, alors qu'il est de 22,8 % au niveau départemental.
En 2018, la commune comptait 597 hommes pour 570 femmes, soit un taux de 51,16 % d'hommes, largement supérieur au taux départemental (48,89 %).
Les pyramides des âges de la commune et du département s'établissent comme suit.
| Hommes | Classe d’âge | Femmes |
| ------ | ------------ | ------ |
| 0,3    | 90 ou +      | 0,2    |
| 4,7    | 75-89 ans    | 6,1    |
| 15,7   | 60-74 ans    | 17,5   |
| 20,8   | 45-59 ans    | 21,6   |
| 22,4   | 30-44 ans    | 23,5   |
| 13,7   | 15-29 ans    | 12,1   |
| 22,3   | 0-14 ans     | 18,9   |

| Hommes | Classe d’âge | Femmes |
| ------ | ------------ | ------ |
| 0,5    | 90 ou +      | 1,4    |
| 5,5    | 75-89 ans    | 7,6    |
| 15,6   | 60-74 ans    | 16,3   |
| 20,8   | 45-59 ans    | 20     |
| 19,4   | 30-44 ans    | 19,4   |
| 17,6   | 15-29 ans    | 16,2   |
| 20,6   | 0-14 ans     | 19,1   |

## Économie
La commune compte en 2020 sept exploitants agricoles.

## Culture locale et patrimoine

### Lieux et monuments
Cambronne-lès-Clermont compte deux monuments historiques sur son territoire, dont un classé et un inscrit :
- L'église Saint-Étienne : En décembre 1239, Robert de Cressonsacq, évêque de Beauvais frère d'Anceau, sire de Liancourt, dédie l'église de Cambronne, nouvellement achevée, à Saint-Étienne. Elle avait été commencée de longues années auparavant, peut-être à la fin du Xe siècle. Entre-temps, une chapelle de secours avait été édifiée en 1218. La construction de l'église avait pu être terminée grâce à Mathilde de Dammartin, veuve du comte de Clermont, Philippe Hurepel de Clermont, l'un des fils de Philippe Auguste, qui s'était remariée à Alphonse III de Portugal. 
De forme rectangulaire, l'édifice a 42 mètres de longueur et 14 mètres de largeur. La pointe de la flèche culmine à 32 mètres du sol. Le chœur mesure 11,5 mètres sous voûte. La situation de l'église près de la crête de la colline permet de voir le clocher de très loin dans la vallée de la Brêche et sur le plateau. 
La façade, le latéral nord et le clocher sont du XIIe siècle. Ce dernier, central, a deux étages. Sa tour est octogone, ainsi que sa flèche de pierre. 
La nef est de l'époque de transition. Ses colonnes sont agrémentées de colonnettes engagées. Plusieurs sont constituées de deux colonnes superposées. La travée du clocher possède des personnages aux retombées, des têtes monstrueuses. 
L'église n'a pas de transept. Le chœur est du style ogival à lancettes, ainsi que le latéral sud, plus élevé que celui du nord. Il date du commencement du XIIIe siècle ayant été terminé en 1239. Ses voûtes d'ogives sont portées plus haut que celles de la nef. Des piliers supportent, au-dessus des grandes arcades, des tribunes à trois baies trilobées surmontées de grands trèfles vitrés. Elles ne sont pas voûtées. Un mur droit termine le chœur, qui est carré est dont le sol est plus élevé que celui de la nef. 
Le maître-autel est pourvu d'une armoriale double. Les deux autels latéraux en possèdent une seule. Le même dispositif de cuvette se retrouve aux fonts baptismaux, du XIIe siècle. 
Cinq chapelles sont réparties dans les collatéraux. Des restes de peintures sont visibles en divers endroits des murs de la voûte du chœur et une grande fresque du XIIIe siècle demeure apparente au mur qui marque la fin de la nef. Elle représente le Christ présidant le Jugement dernier. 
Dans l'ancien pignon de la partie primitive est restée l'emplacement d'une cloche. Les quatre cloches actuelles sont du XIXe siècle. L'une d'entre elles n'est pas en place et repose sur le sol. 
L'église referme les sépultures familiales des familles d'Hédouville, Villain et autres. Certaines pierres tombales se trouvent dans le chœur. D'autres sont scellées au mur sud, avec celle qui représente la dédicace de 1239[a 9]. L'église est classée monument historique depuis 1875[40],[41].

- Reste de l'ancien calvaire : les restes d'une croix du XIe siècle, placée près de l'église, dans l'ancien cimetière, ont été inscrits monument historique en 1927[42]. La partie supérieure de ce calvaire a été mutilée au début du XXe siècle[a 9].

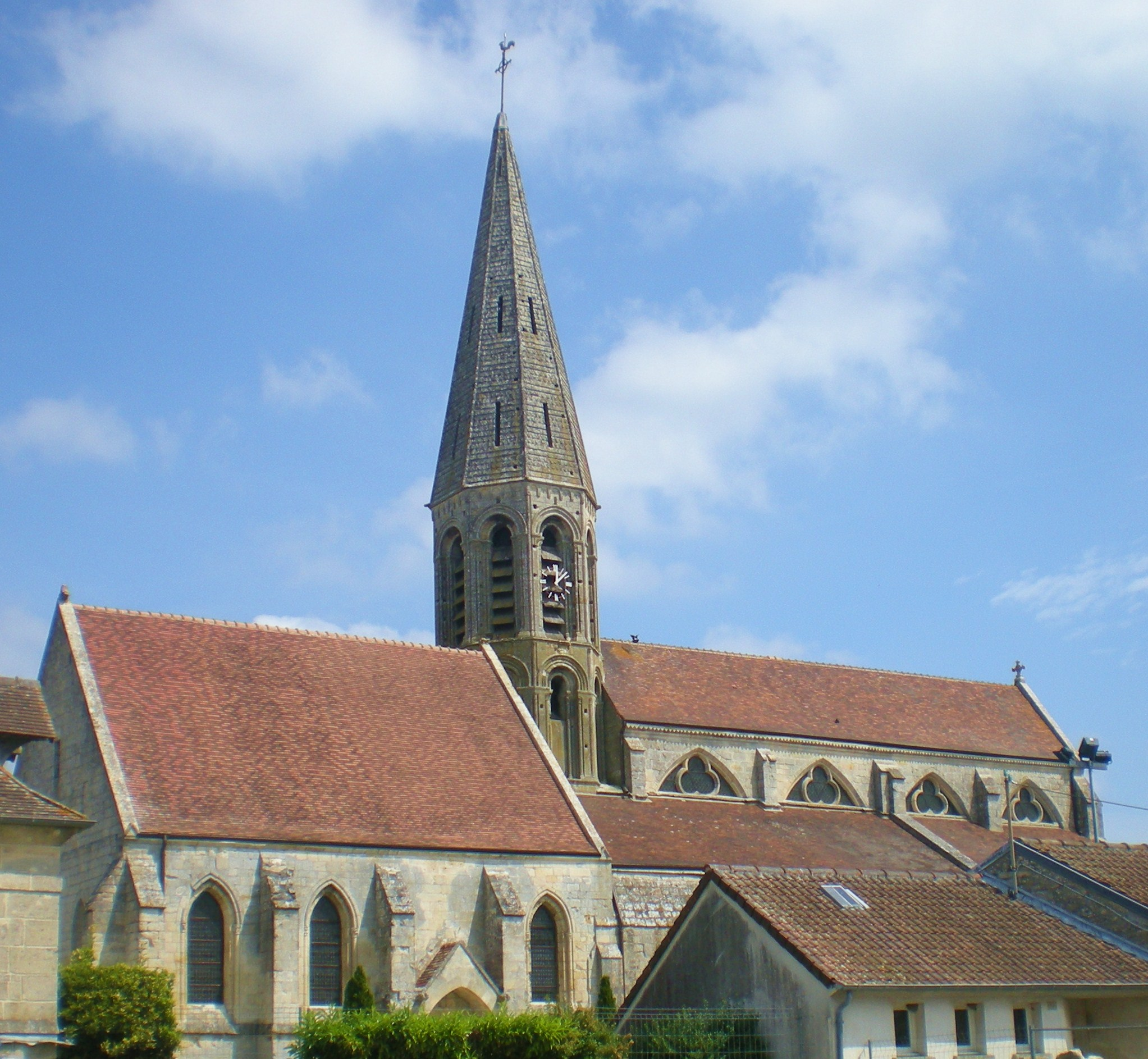
L'église Saint-Etienne, vue générale.
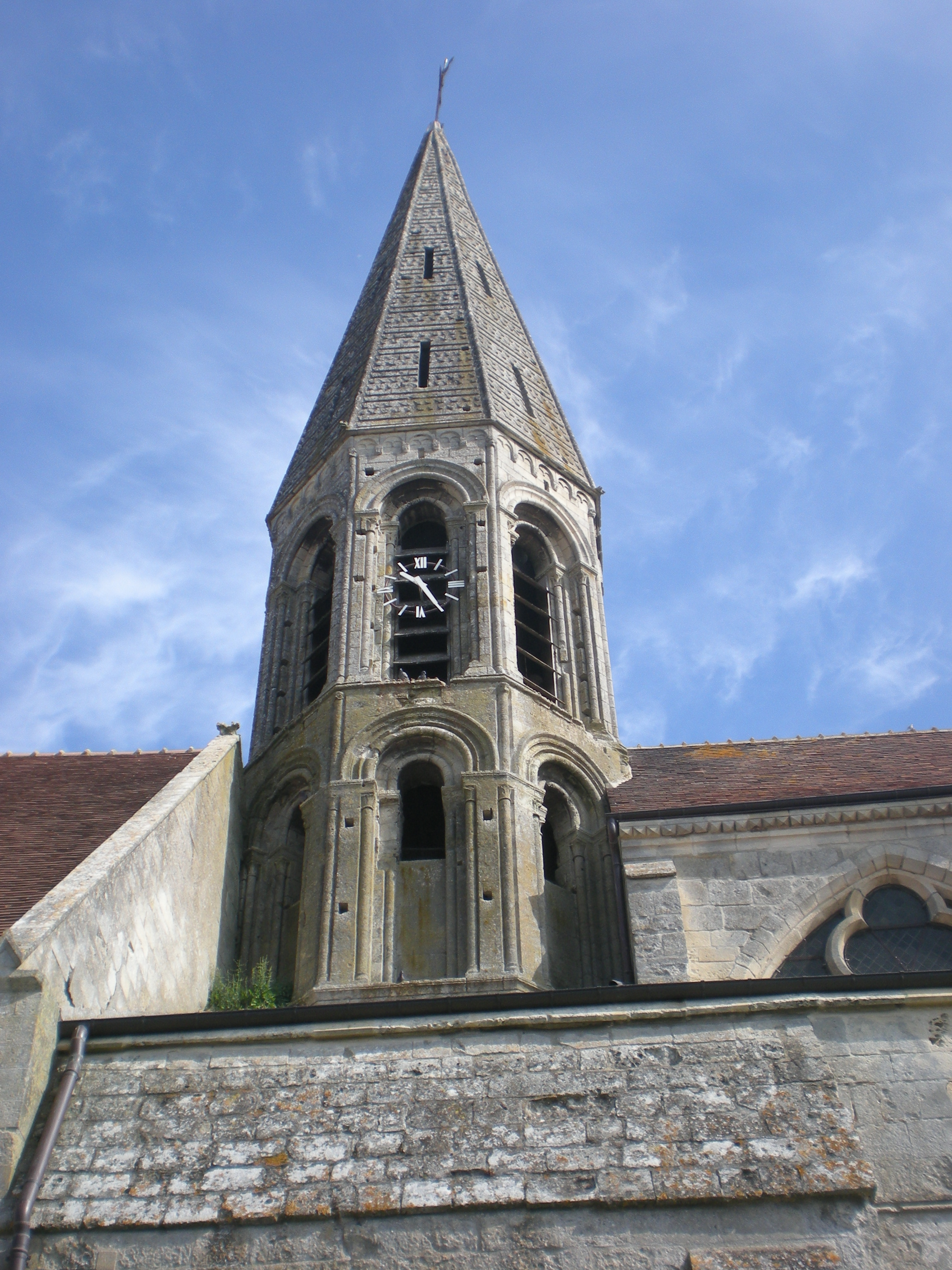
Le clocher de l'église.
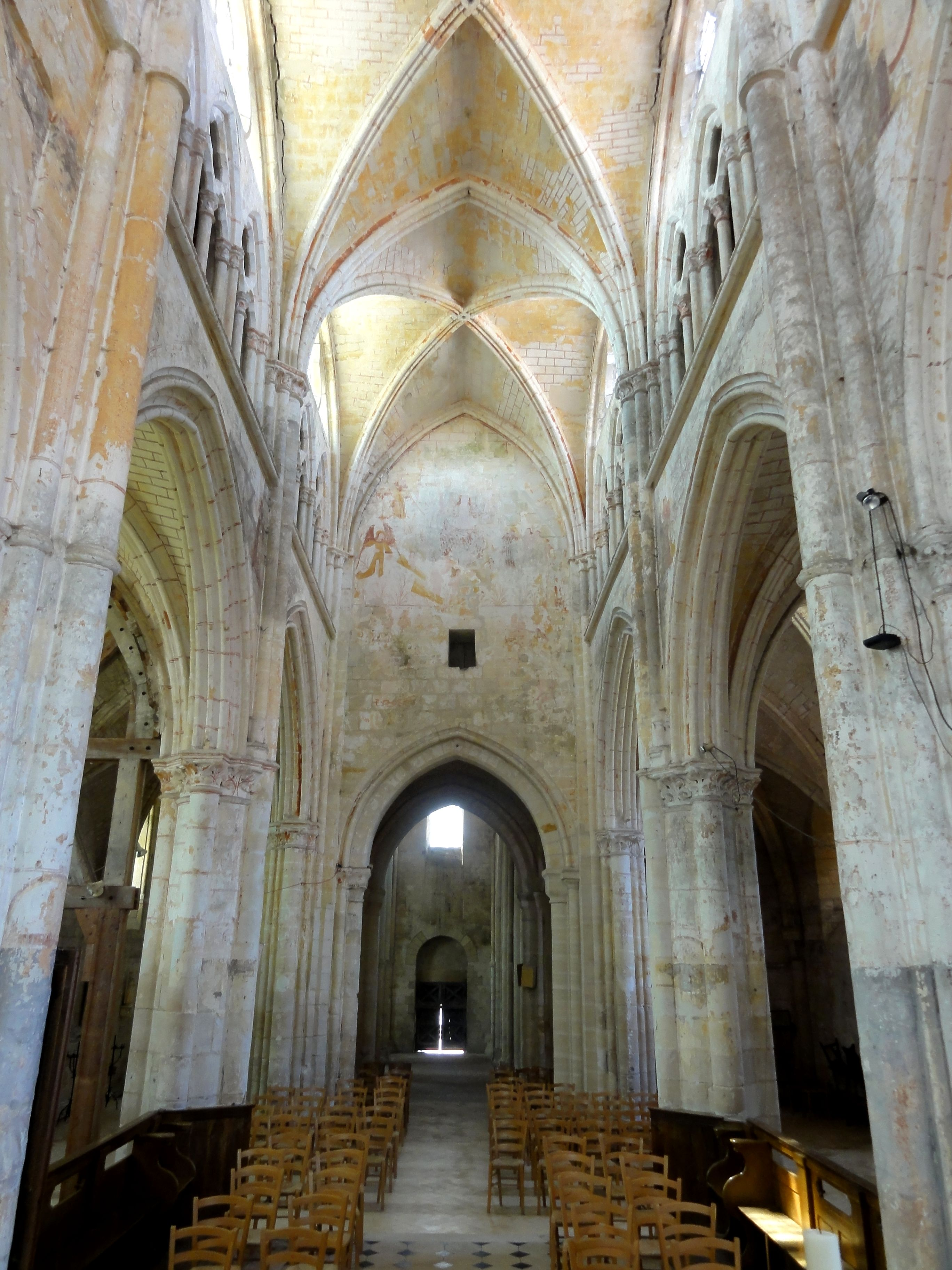
La nef.
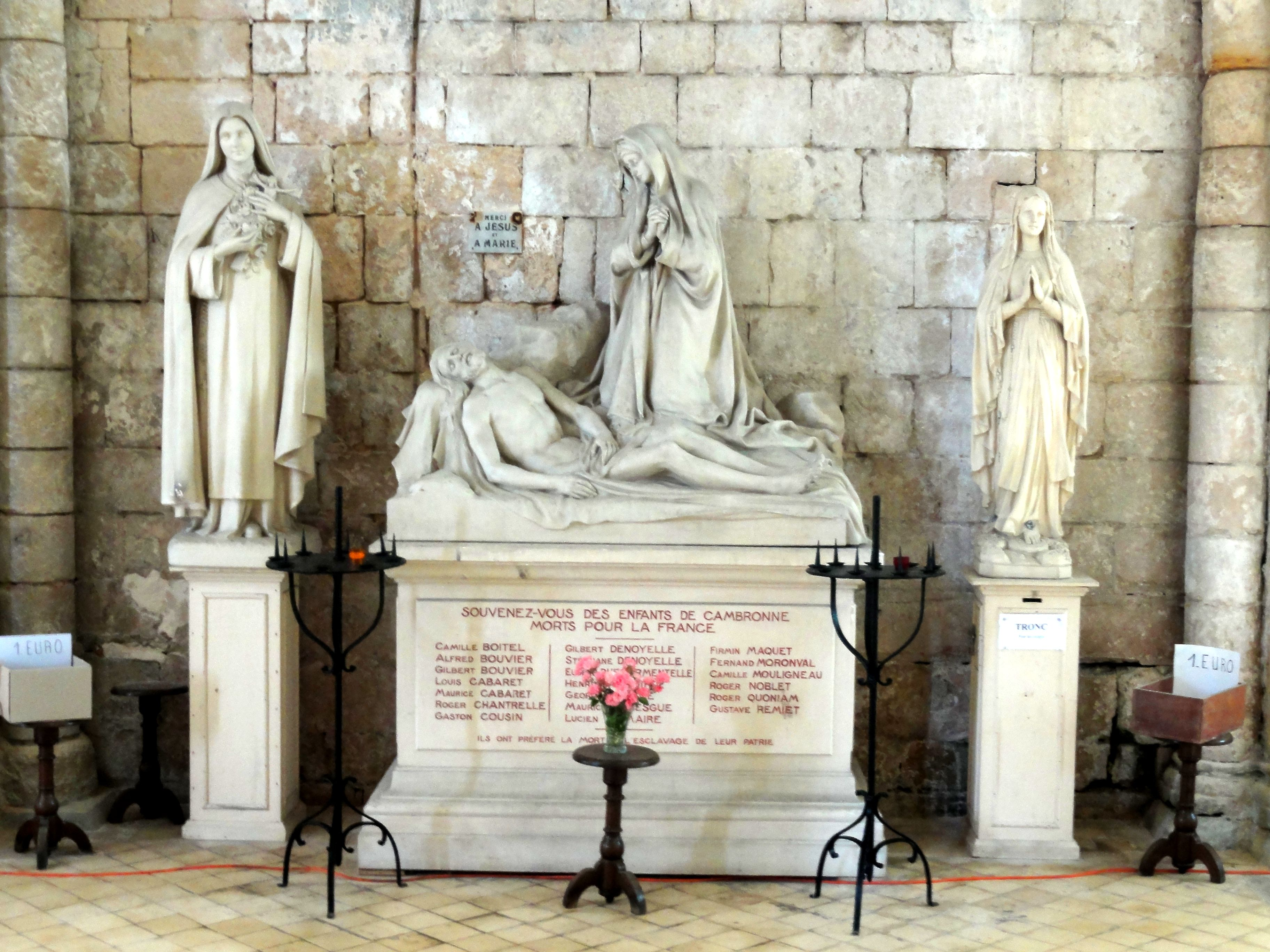
Monument aux morts de la paroisse
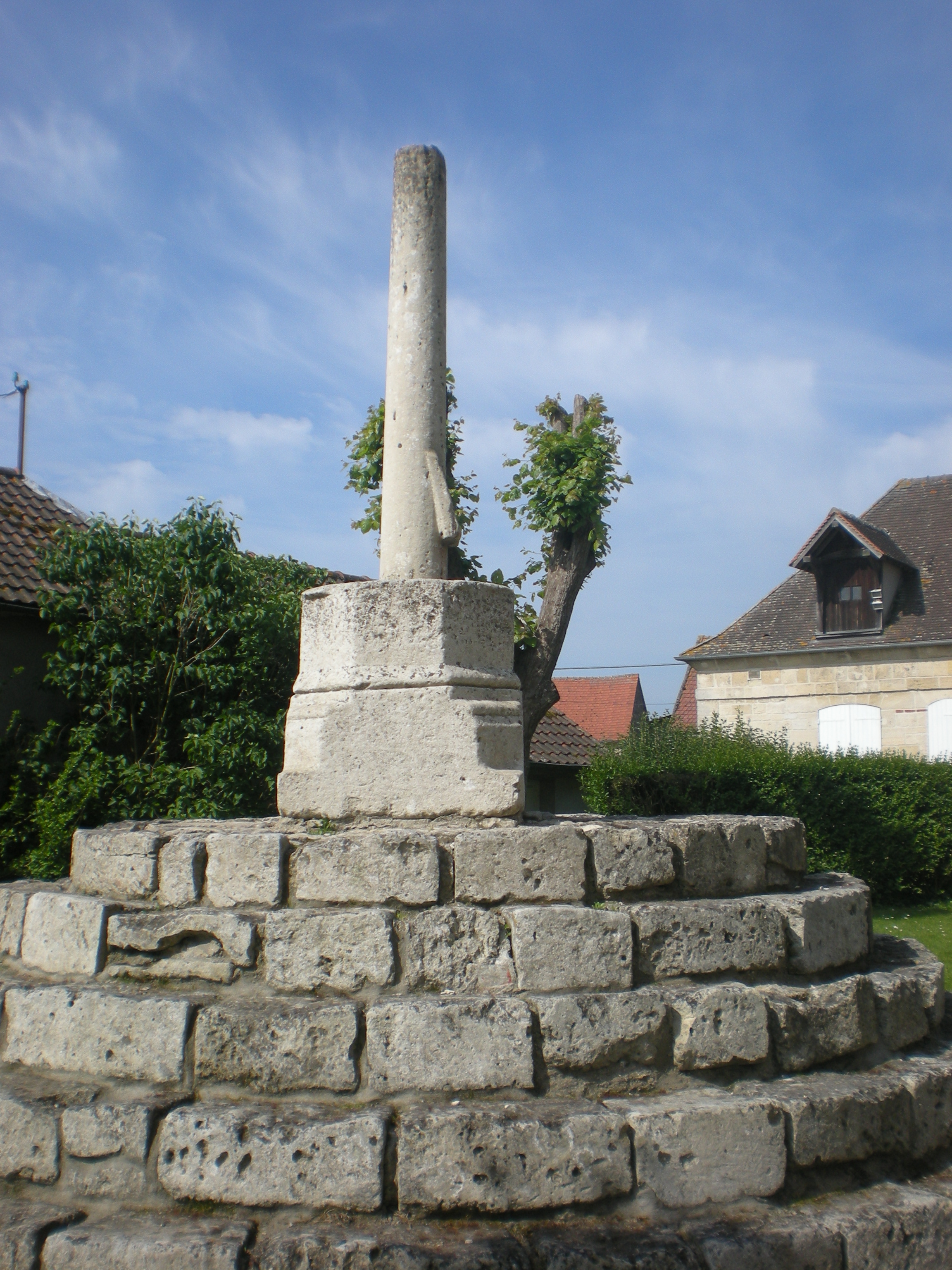
Les restes de l'ancien calvaire.

On peut également signaler :
- Château de Vaux : d'apparence modeste, il est devenu une dépendance administrative de la préfecture de la Seine. Il a été reconstruit après 1870[a 3]. Le jardin d'agrément est inscrit au pré-inventaire des jardins remarquables[43]. Aujourd'hui, il a été reconverti en résidence.

Le château de Vaux
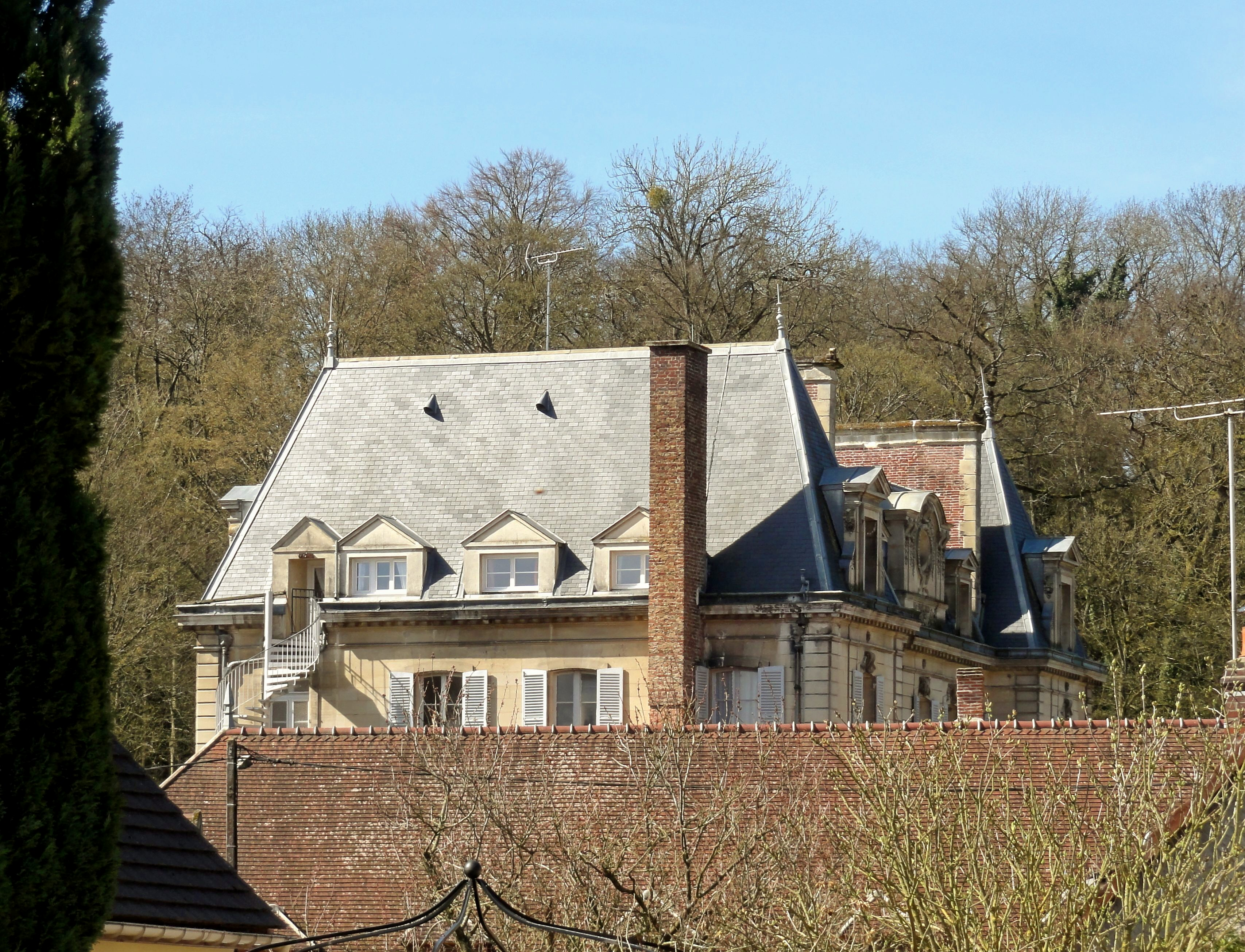
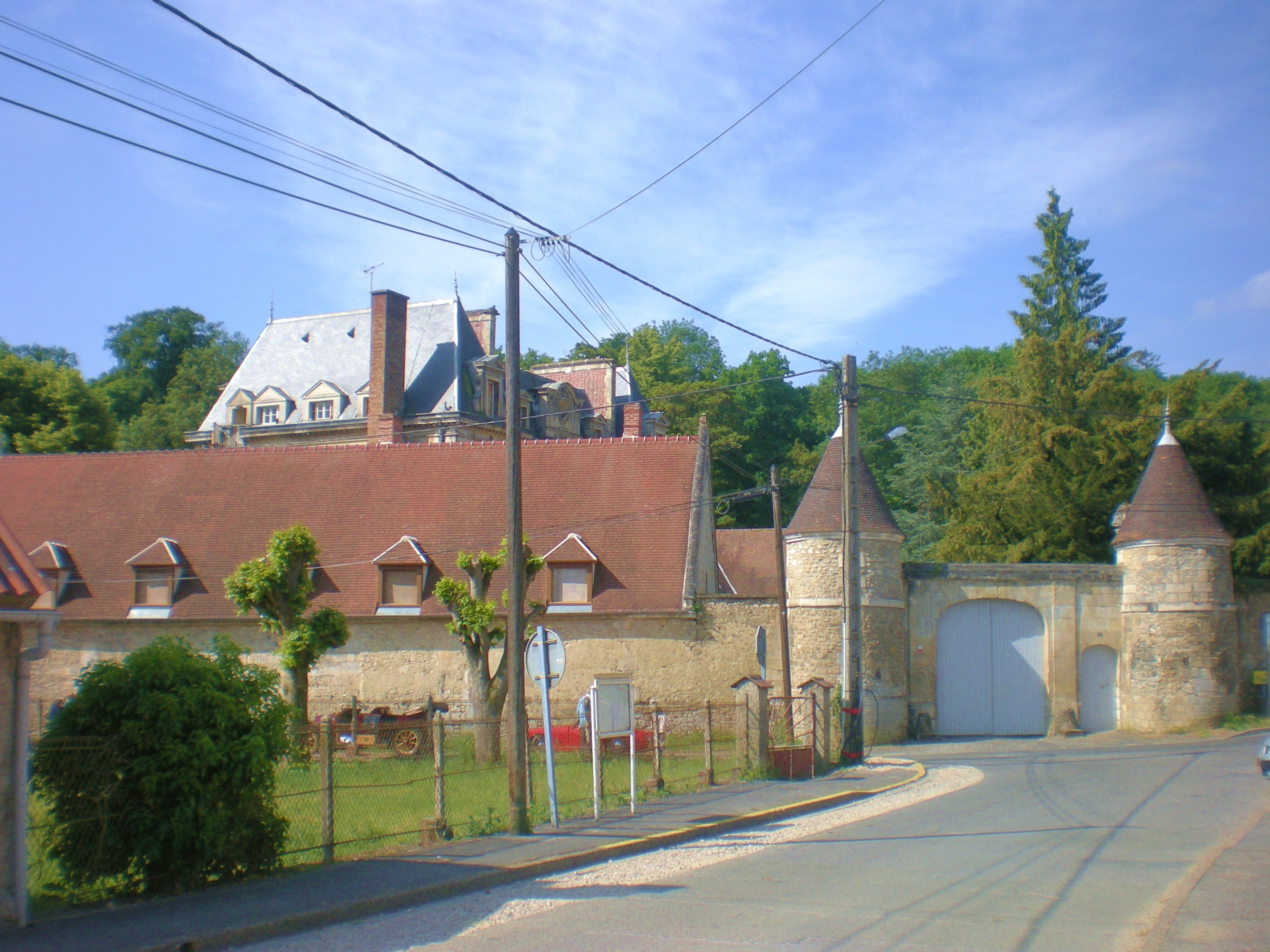
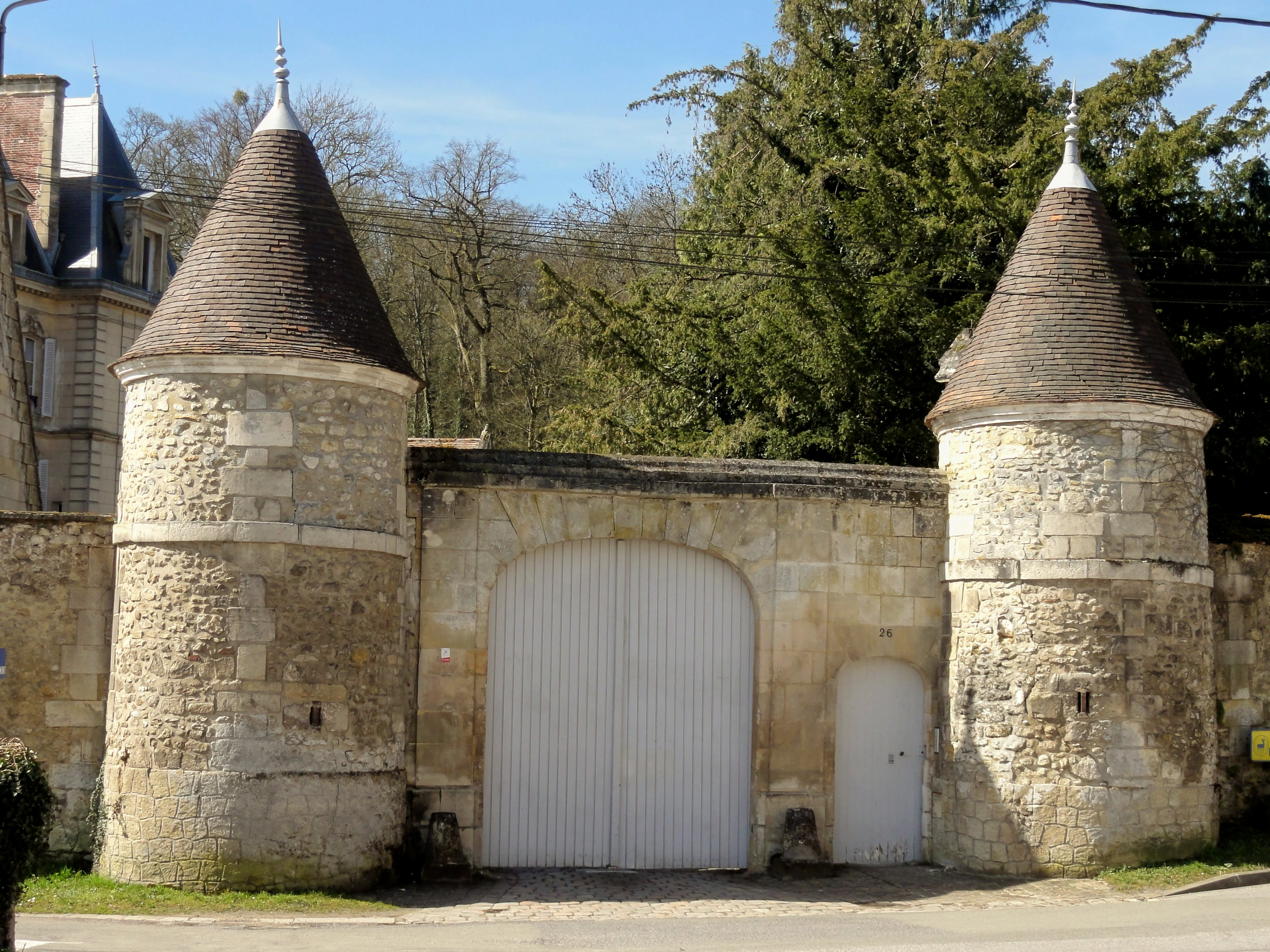

- Monument aux morts
- Maison, rue de Clermont

Maisons, rue de Clermont
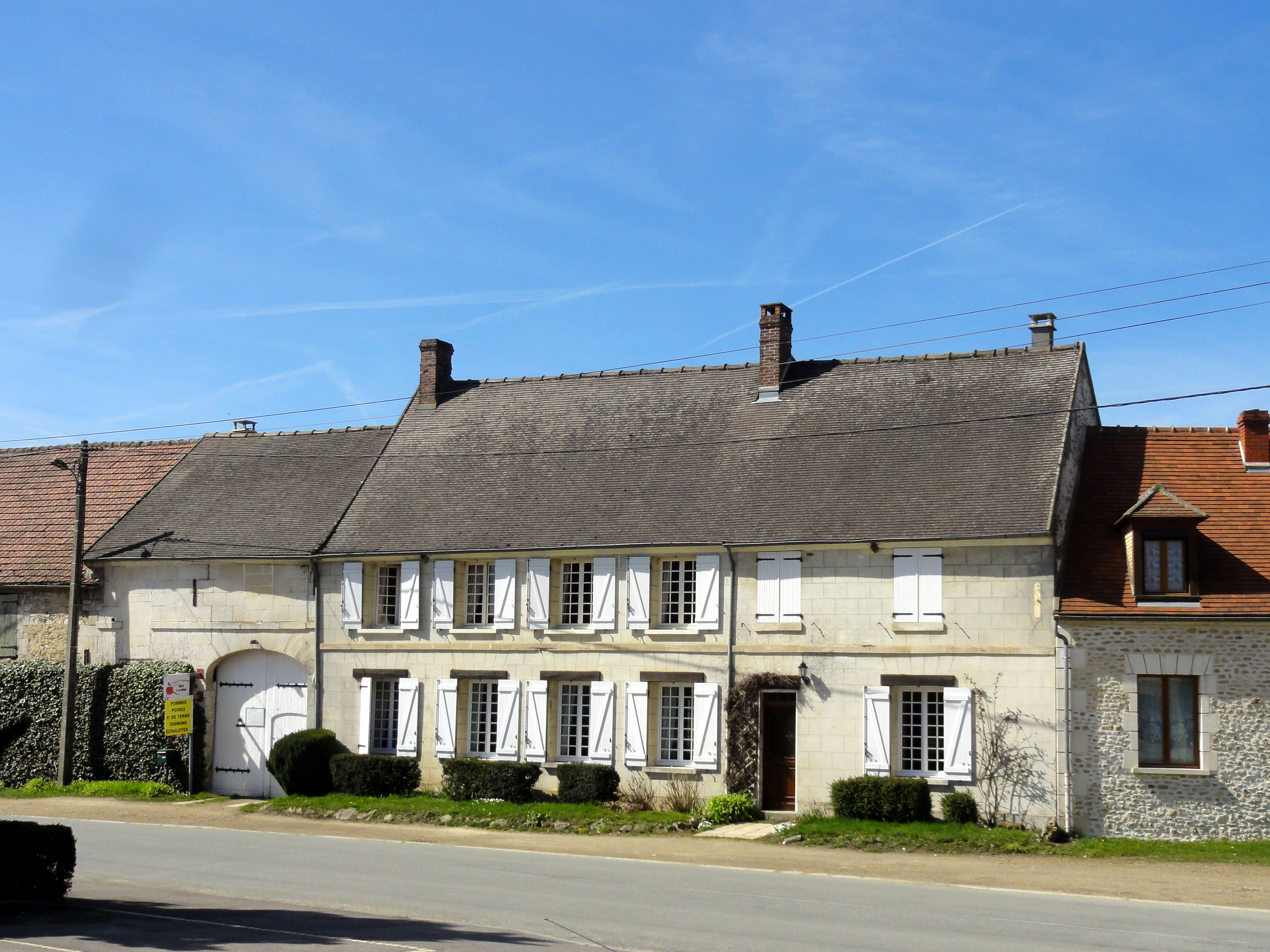
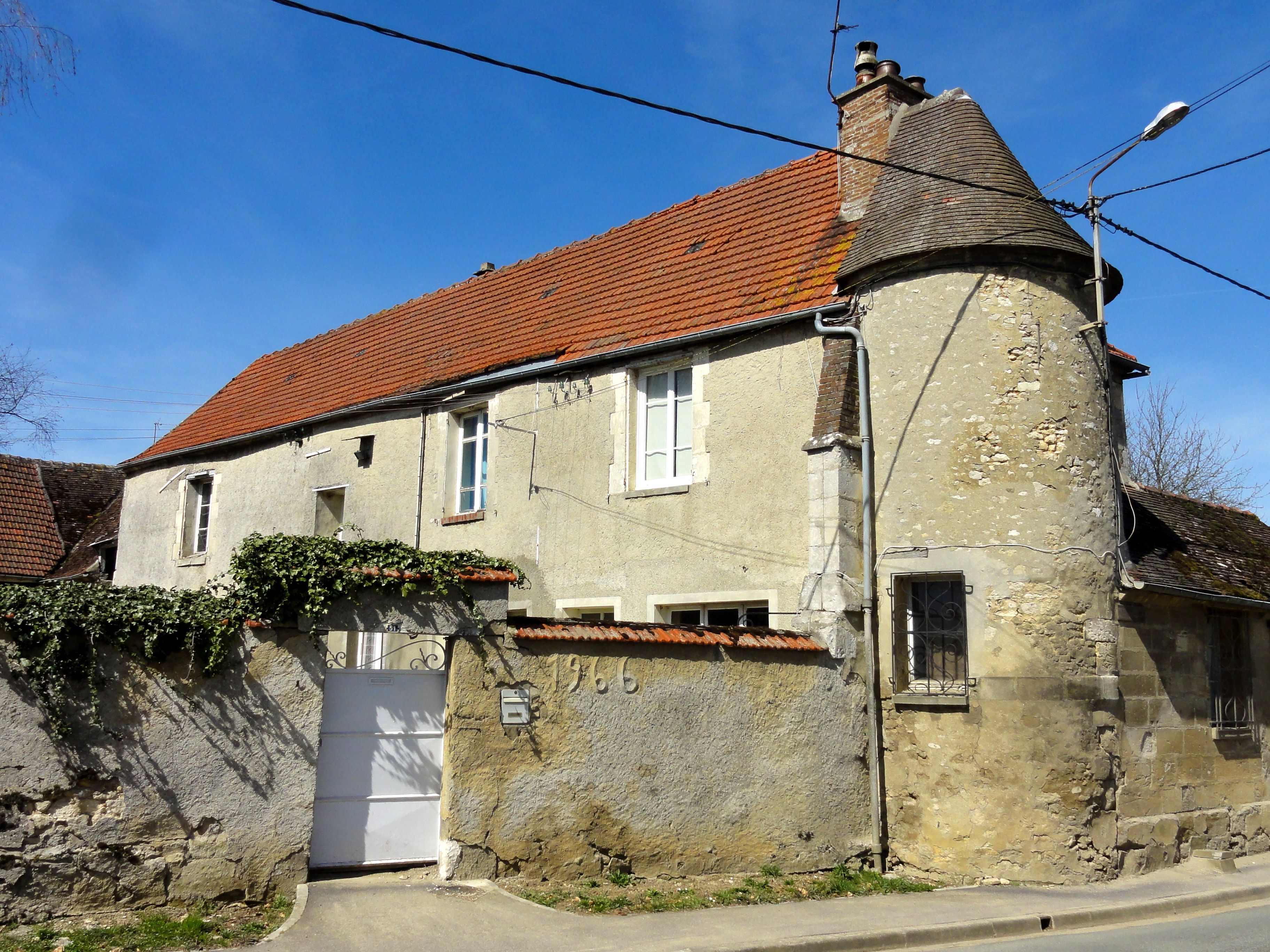
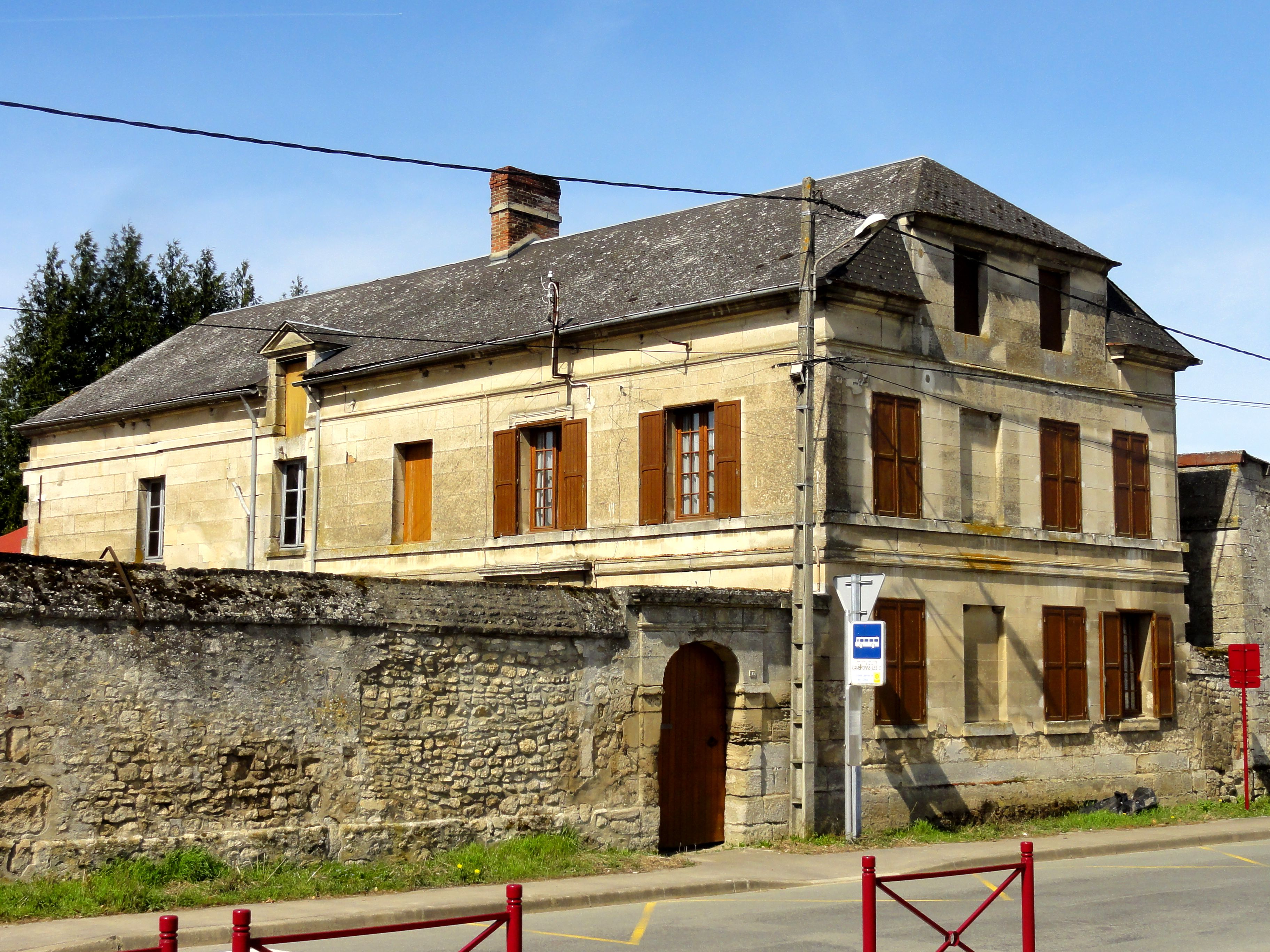
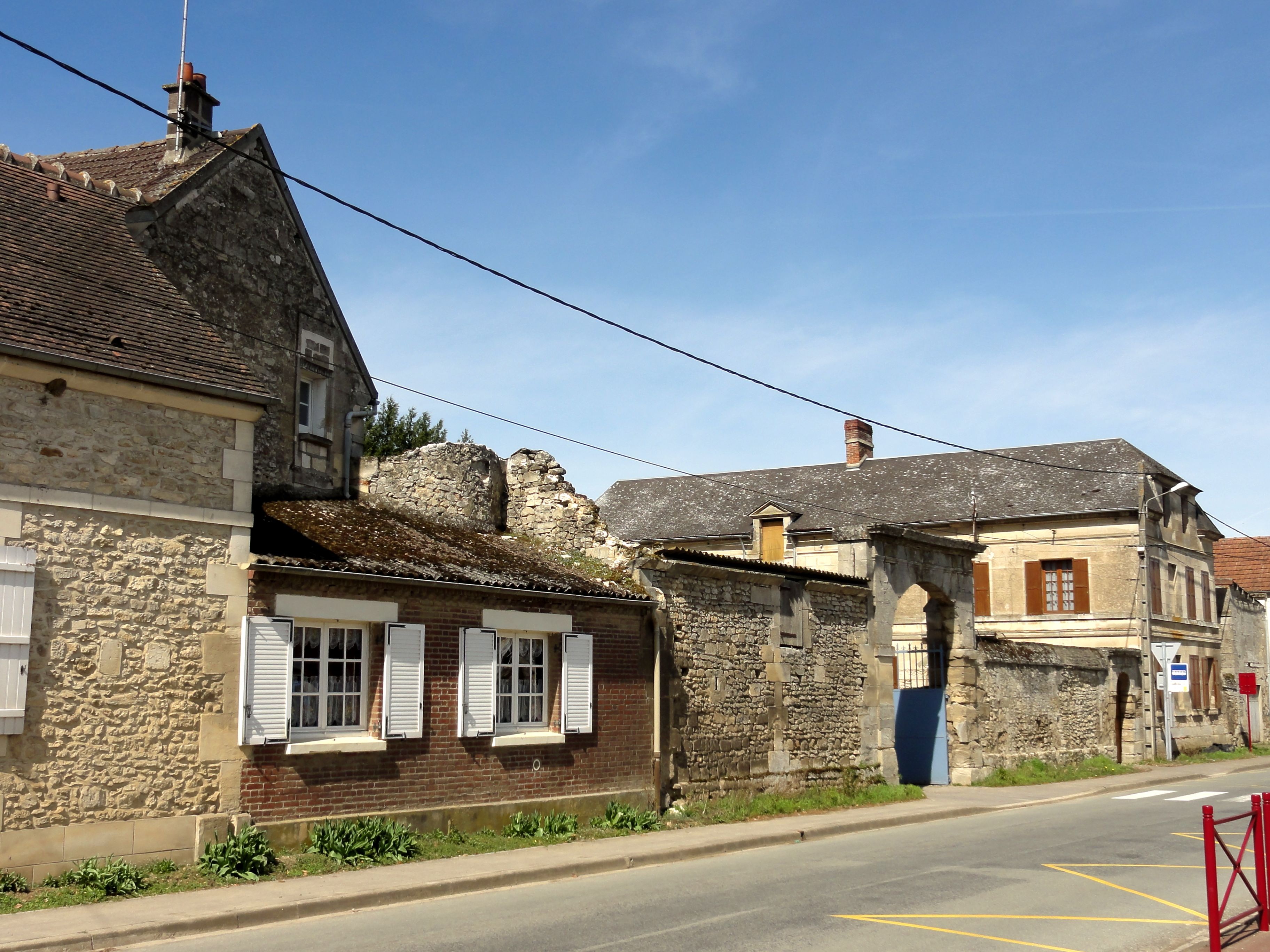
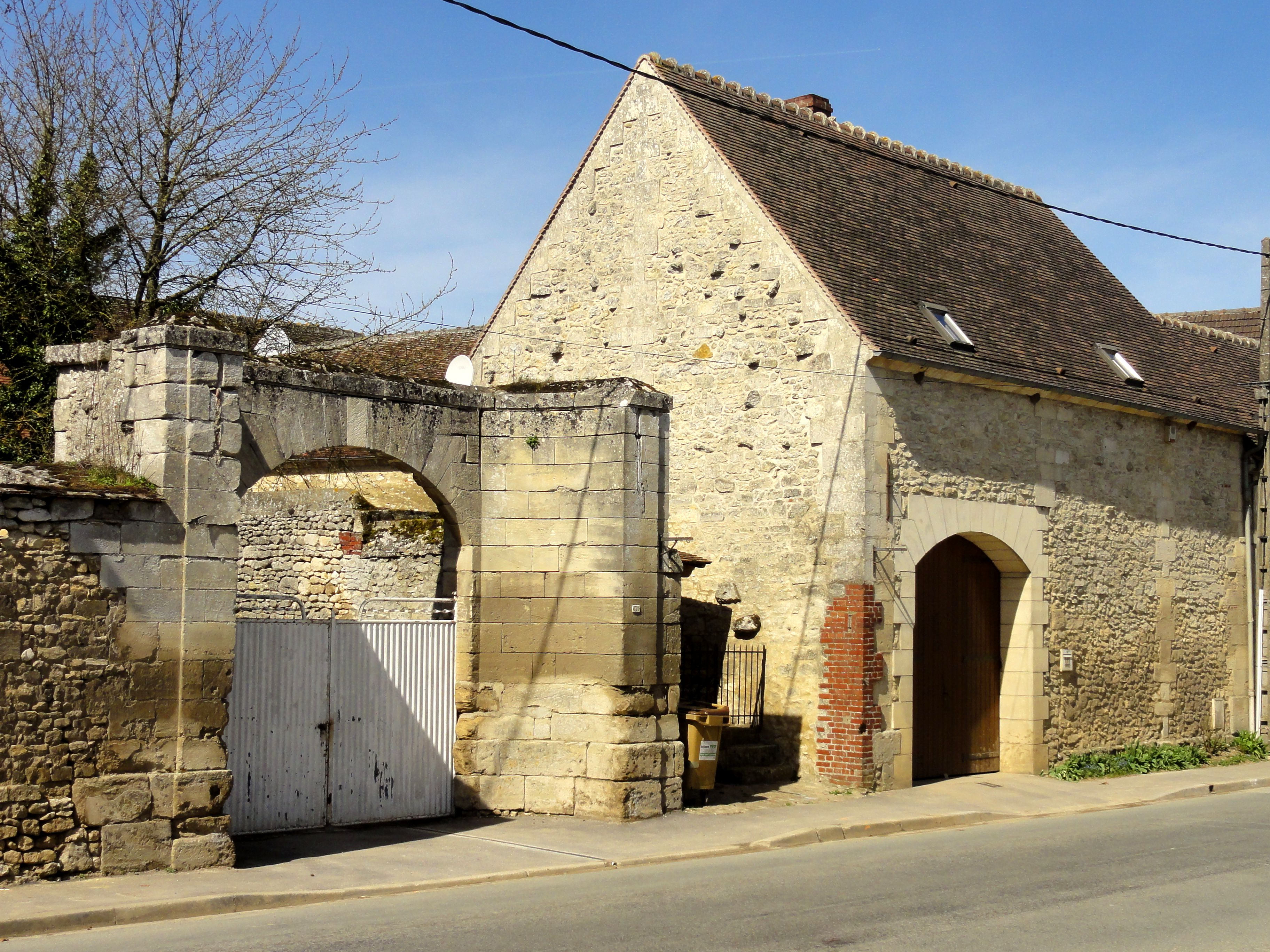

- Calvaires et croix
  - Croix Desnoyelles, à l'entrée nord du village
  - Calvaire, à Vaux
- Lavoir de Vaux

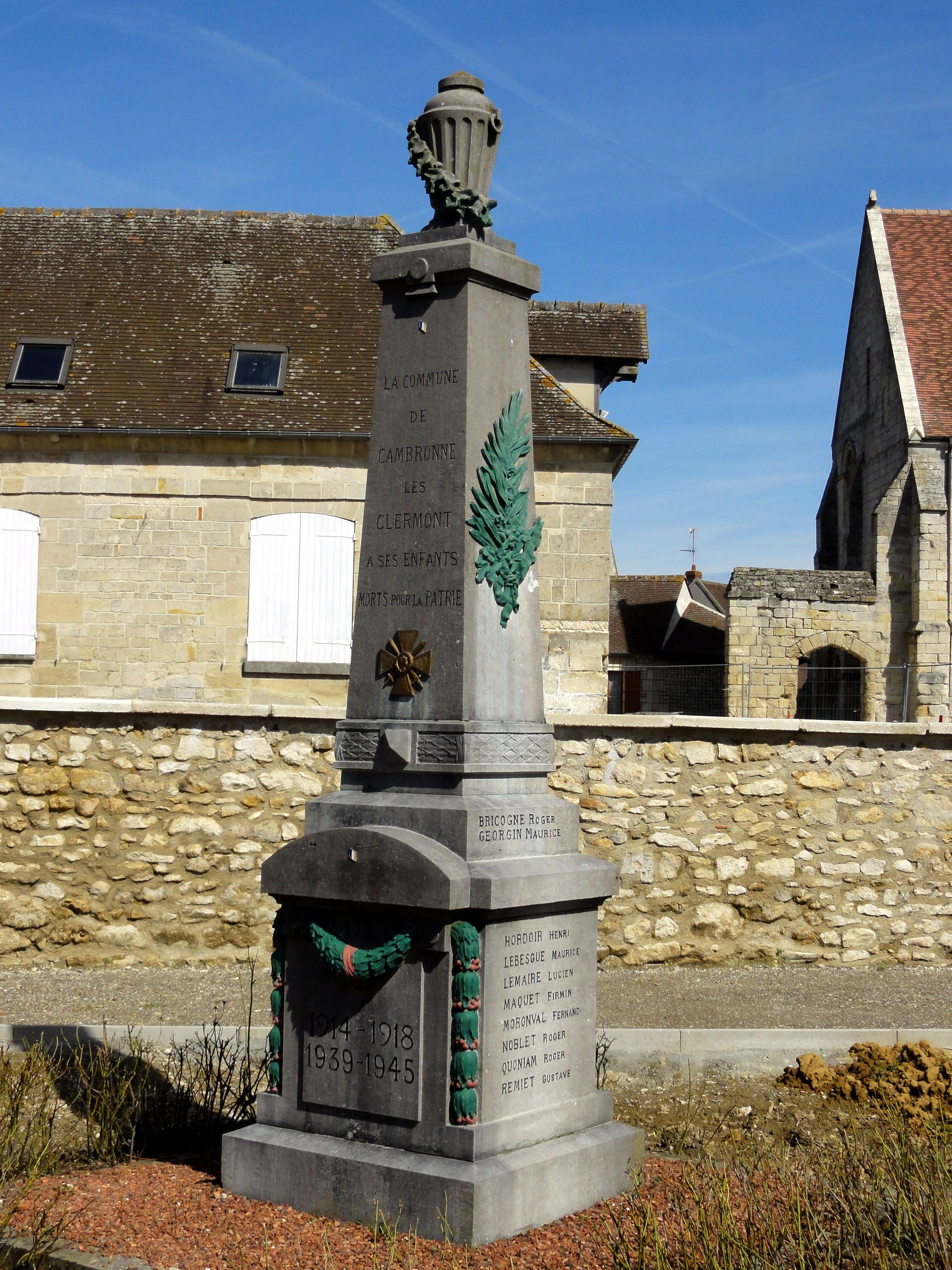
Le monument aux morts.
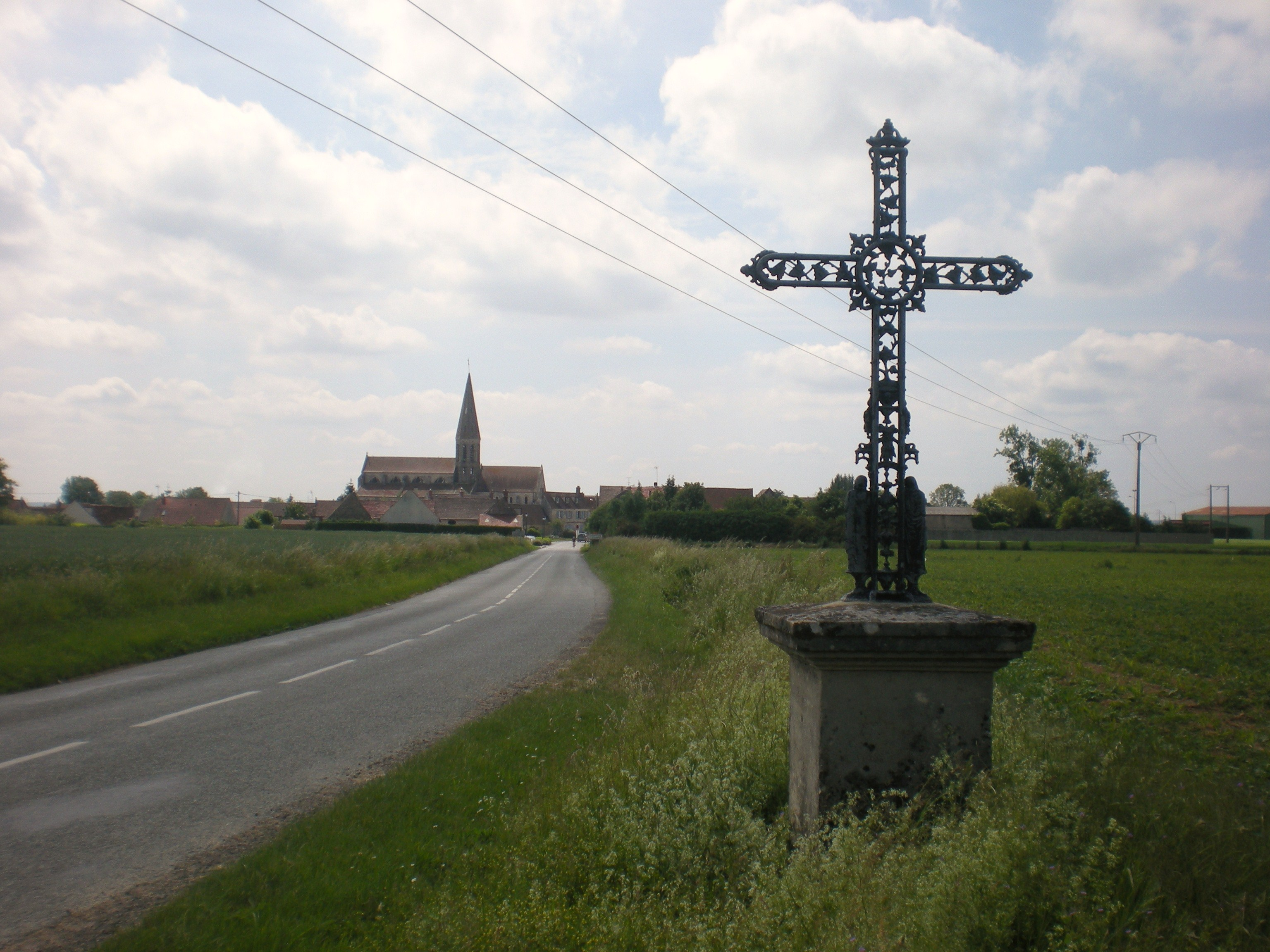
La croix Desnoyelles

### Personnalités liées à la commune
- Robert de Cressonesart, évêque de Beauvais de 1237 à 1248. Il dédia en 1239  l'église Saint-Étienne de Cambronne-lès-Clermont[44].
- En 1579, Claude Popillon ou Papillon, chevalier, seigneur des lieux, vend ses biens à Antoine Guyot, président de la Chambre des comptes, dont la fille Marguerite épouse Henri du Plessis de Richelieu[Note 4], qui est tué en duel en 1619[réf. nécessaire].
- Le cardinal Armand du Plessis de Richelieu (1585-1645), connu comme premier ministre de Louis XIII, hérite de son neveu le domaine de Mouy, Ansacq, Bury, Cambronne (en partie), le Plessier-Billebault (commune d'Ansacq). Il en fit don à sa nièce Claire-Clémence de Maillé qui épousa Louis II de Bourbon-Condé, dit le Grand Condé[a 6].
- Claude de Boulogne-la-Grasse, seigneur de Damaslieu, meurt le 7 septembre 1632[a 7]
- En 1750, Jean de Sailly, seigneur de Cambronne, était châtelain de Vaux. De ce fief dépendait un vivier situé au pied du coteau[a 4]. On sait également que la terre de Damaslieu appartenait en 1774 à la seigneurie d'Ars, qui dépendait alors du comte d'Estissac. Puis, une vente passée à Clermont  en 1780 portait sur une maison et deux pièces de terre sises à Damaslieu[a 7].
- Le Grand-Condé cède le domaine de Mouy à son frère Armand, prince de Conti, dont les descendants le vendent en 1783 au  comte de Provence, marquis de Mouy, plus connu pour être devenu roi de France en 1814 sous le nom de Louis XVIII[a 6].

### Cambronne-lès-Clermont dans la littérature
- Le village sert de décor à un comic strip (#232[45]) des dessinateur J.J. Charogne et Mandrill Johnson du blog humoristique Glory Owl[46]. L'histoire met en scène un extraterrestre débarquant sur Terre dans le but de préparer une invasion. Cependant, une fois dans le village et regardant à travers la fenêtre de la salle des fêtes, il renonce à son plan. En effet, il assiste à ce qu'il interprète comme étant une scène dissuasive de l'organisation de la société humaine. En réalité, il s'agit d'une fête durant laquelle les convives font tourner des serviettes, de manière synchronisée, sur la chanson de Patrick Sébastien.